# Apáczai Csere János
Apáczai Csere János, születési nevén Csere János, 1656-tól többnyire Apáczai Cseri János (Apáca, 1625. június 10.? – Kolozsvár, 1659. december 31.) erdélyi magyar pedagógus, filozófus, kálvinista teológus, a magyar nevelésügy és az anyanyelvi tudományos ismeretterjesztés előfutára, az erdélyi puritánus mozgalom kiemelkedő alakja, az első magyar enciklopédista, a karteziánus ismeretelmélet korai magyar követőinek egyike.
A Barcaság kálvinista szülötte, szegény sorsú szabados szülők gyermeke volt. Felsőbb tanulmányait Kolozsvárott és Gyulafehérvárott, majd püspöki ösztöndíjjal 1648-tól öt éven át hollandiai egyetemeken folytatta (Franeker, Leiden, Utrecht). 1651 áprilisában a harderwijki egyetemen avatták teológiai doktorrá. 1653-as hazatérését követően először a gyulafehérvári kollégium osztálytanára lett, de következetesen képviselt, haladó pedagógiai eszméivel konzervatív feletteseit és II. Rákóczi György fejedelmet is magára haragította, így 1655 végén abba kellett hagynia a tanítást. Jóakaróinak köszönhetően 1656 nyarától a kolozsvári református iskola igazgatójaként folytathatta az oktatást. Iskolateremtő szellemisége 1657-től új anyaintézményében kibontakozhatott, törekvése támogatókra, tudása követőkre talált. Nevesebb tanítványai közé tartozott Bethlen Miklós és Pápai Páriz Ferenc. Egy korszerű erdélyi tudományegyetem megalapítására vonatkozó tervezetét 1658 végén nyújtotta be Barcsay Ákos fejedelemnek, de az Oszmán Birodalommal kialakult konfliktus árnyékában az oktatásügy megjobbításának kérdése háttérbe szorult. Apáczai alig egy évvel később, harmincnégy esztendős korában, 1659 végén tüdőbajban meghalt. Holland felesége, Aletta van der Maet nem sokkal élte túl férjét, a frigyükből született két gyermek sem érte meg a felnőttkort.
Életművének meghatározó eszmei forrásai a puritánus etika és haladásszemlélet, a karteziánus módszer, valamint az enciklopédikus tudás iránti igény volt. Erdélyi puritánus mesterei, Porcsalmi András és Johann Heinrich Bisterfeld műveltség- és társadalomeszményüket, a tudományok szeretetét adták át a fiatal Apáczainak. Hollandiai tanulmányai során ez ötvöződött Voetius enciklopédikus törekvéseivel, valamint a materialisztikus és racionalista baconi és descartes-i filozófia tanaival. E felvilágosult szellemi áramlatok kibékíthetetlen konfliktusban álltak a korabeli Erdély elmaradt műveltségi viszonyaival, és ez meghatározta a nevelésügy és a tudományos ismeretterjesztés, végső soron a társadalmi haladás területén kifejtett munkálkodását, annak kényszerpályáit, sikereit és kudarcait egyaránt. A konzervatív egyházi és világi körökkel vívott harcban alulmaradt, a skolasztikus és dogmatikus oktatási nézeteket és tanmenetet nem tudta felváltani korszerű elveken alapuló iskolarendszerrel. Fennmaradt pedagógiai eszméi és iskolaszervezési törekvései – természettudományos és anyanyelvi oktatás, tudományegyetem szervezése – alapján azonban Apáczai méltán tartható a korszerű magyar neveléstudomány apostolának. További érdeme a karteziánus filozófia ismeretelméleti és természettudományos alapjainak meggyökereztetése magyar földön. Bár puritánus biblicizmusa, részben dogmatikus teológiai gondolkodása és a matematika területén tanúsított bizonytalansága nem engedte, hogy az új tanok biztos kezű mestere legyen, de a korszerű nemzeti nyelvű tudományosság előfutáraként ő írt először magyarul többek között a heliocentrikus világképről, a vérkeringésről és a mágneses elhajlásról.
Külhoni tartózkodása során, Petrus Ramus összefoglalásából kiindulva írta meg Magyar logicatska (1654) címen logikai traktátumat, valamint – főként Descartes, Regius, Ramus, Ames, Fenner, Scribonius, Althusius és Alsted tudományos munkáiból merítve – az első magyar nyelvű tudás- és ismerettárat, a Magyar encyclopaediát (1653–1655). Enciklopédiáját elsősorban az anyanyelvi oktatásban bevezetendő tankönyvnek szánta, az mégis kora tudományosságának méltó lenyomata, szerkezetében és tartalmában nagyrészt a descartes-i természetfilozófia szellemében fogant mű. Apáczai korát megelőző nyelvújítási erőfeszítéseinek köszönhetünk többek között olyan tudományos műszavakat, mint a számláló, a középpont, a hegyes- és tompaszög vagy a súrlódás.

## Neve
Születési neve Csere János, korabeli írásmóddal Tsere János volt, amely későbbi írásaiban a szülőfalura utaló névelőzékkel kibővülve Apátzai Tsere János vagy latinos formában Johannes Tsere Apatzai stb. lett. Sajátos helyzetet teremt, hogy fő műve, az 1653-ban megkezdett Magyar encyclopaedia belső címlapján még az Apátzai Tsere János (ékezetek nélkül), az 1654-es kiadású Magyar logicatskáén pusztán Apátzai János szerepel, ám 1656-tól döntően már az Apáczai Cseri névformával és változataival találkozhatunk. A 19. században éppen ezért Szilágyi Sándor még úgy vélte, a Magyar encyclopaedia címlapján olvasható Tsere név puszta sajtóhiba, de ezt az azóta előkerült, 1653 előtti nyomtatványok és kéziratos források cáfolták, ahogy az is, hogy a 17. századi apácai adólajstromok kifejezetten Csere családokat jegyeztek fel a faluban. A 19–20. századok fordulójának tudósai Apáczai 1656 utáni saját névhasználatára hagyatkozva az Apáczai Cseri alakot részesítették előnyben (Gyalui Farkas, Hegedűs István, Stromp László és mások), azóta azonban fő műve, a Magyar encyclopaedia címlapját tartják mérvadónak, és jóformán egyeduralkodóvá vált az Apáczai Csere forma. Időről időre nevének egyszerűsített írásmódjával, az Apácai Csere János alakkal is találkozni.
| Apáczai névváltozatai korabeli forrásokban | Apáczai névváltozatai korabeli forrásokban                                                   | Apáczai névváltozatai korabeli forrásokban | Apáczai névváltozatai korabeli forrásokban |
| Dátum                                      | Forrás                                                                                       | Forrás nyelve                              | Névváltozat                                |
| ------------------------------------------ | -------------------------------------------------------------------------------------------- | ------------------------------------------ | ------------------------------------------ |
| 1648. júl. 22.                             | A franekeri egyetem anyakönyve                                                               | Latin                                      | Joannes Apatzai                            |
| 1648. szept. 5.                            | A leideni egyetem anyakönyve                                                                 | Latin                                      | Johannes Tserius Apacius                   |
| 1650 eleje                                 | Az utrechti egyetem anyakönyve                                                               | Latin                                      | Johannes Tsere Apaczâ                      |
| 1650. márc. 23–27.                         | Utrechti disputációjának címlapja                                                            | Latin                                      | Johannes Tsere Apatzai                     |
| 1650. márc. 23–27.                         | Utrechti disputációjának ajánlása                                                            | Latin                                      | Joh. Tsere Apatza                          |
| 1651. ápr. 3.                              | A harderwijki egyetem anyakönyve                                                             | Latin                                      | Johannes Apatzai                           |
| 1651. ápr. 13.                             | A harderwijki egyetem előjegyzése doktori védésre                                            | Latin                                      | Joannes Tsere Apatzai                      |
| 1651. ápr.                                 | Rektori meghívó harderwijki értekezésének megvédésére                                        | Latin                                      | Johannes Tsere Apátzai                     |
| 1651. ápr. 22.                             | Harderwijki értekezésének címlapja                                                           | Latin                                      | Johannes Tsere Apatzai                     |
| 1651. máj. 6.                              | Tofeus Mihály váradi értekezésének ajánlása                                                  | Latin                                      | Johannes Ts. Apátzai                       |
| 1651. szept. 30.                           | Utrechti házassági anyakönyvi bejegyzés                                                      | Latin                                      | Johannes Tzere Apatzay                     |
| 1652                                       | Bökényi Filep János könyvébe írt üdvözlőverse aláírásában                                    | Magyar                                     | Apatzai János                              |
| 1653                                       | Komáromi Csipkés György doktori értekezéséhez írt üdvözlőverse aláírásában                   | Latin                                      | Johannes Ts. Apatius                       |
| 1653/1655                                  | A Magyar encyclopaedia címlapja                                                              | Magyar                                     | Apatzai Tsere Janos                        |
| 1653/1655                                  | A Magyar encyclopaedia előszava                                                              | Latin                                      | Johannes Apacius                           |
| 1653. nov.                                 | Az Oratio de studio sapientiae… címlapja                                                     | Latin                                      | Johannis Apatzai                           |
| 1654                                       | A Magyar logicatska címlapja                                                                 | Magyar                                     | Apátzai János                              |
| 1656. nov.                                 | Az Oratio de summa scholarum necessitate kézirata                                            | Latin                                      | Joh. Chierj Apacio                         |
| 1657. ápr. 23.                             | A Lorántffy Zsuzsannához intézet kérelem aláírása                                            | Magyar                                     | Apáczai János                              |
| 1657 vége                                  | Rhédey Ferenc rendelete Apáczai fizetésének kiutalásáról                                     | Magyar                                     | Apaczai János                              |
| 1658                                       | A Disputatio philosophica de mente humana címlapja                                           | Latin                                      | Joh. Chieri Apacii                         |
| 1658 vége                                  | A magyar nemzetben immár elvégtére egy Académia felállításának módgya és formája névaláírása | Magyar                                     | Apáczai Cseri János                        |
| 1658/1661                                  | A Philosophia naturalis címlapja (Porcsalmi András kézirata)                                 | Latin                                      | Joh. Cheri Apaci                           |
| 1660. jan.                                 | Az Apáczai halálára kiadott eulógium                                                         | Latin                                      | Joannis Tseri Apacii                       |
|                                            | Apáczai könyvtárából előkerült könyvek bejegyzései                                           | Latin és magyar vegyesen                   | Apácai, Joh. Cherj Apacius, stb.           |

## Életútja

### Születése és származása

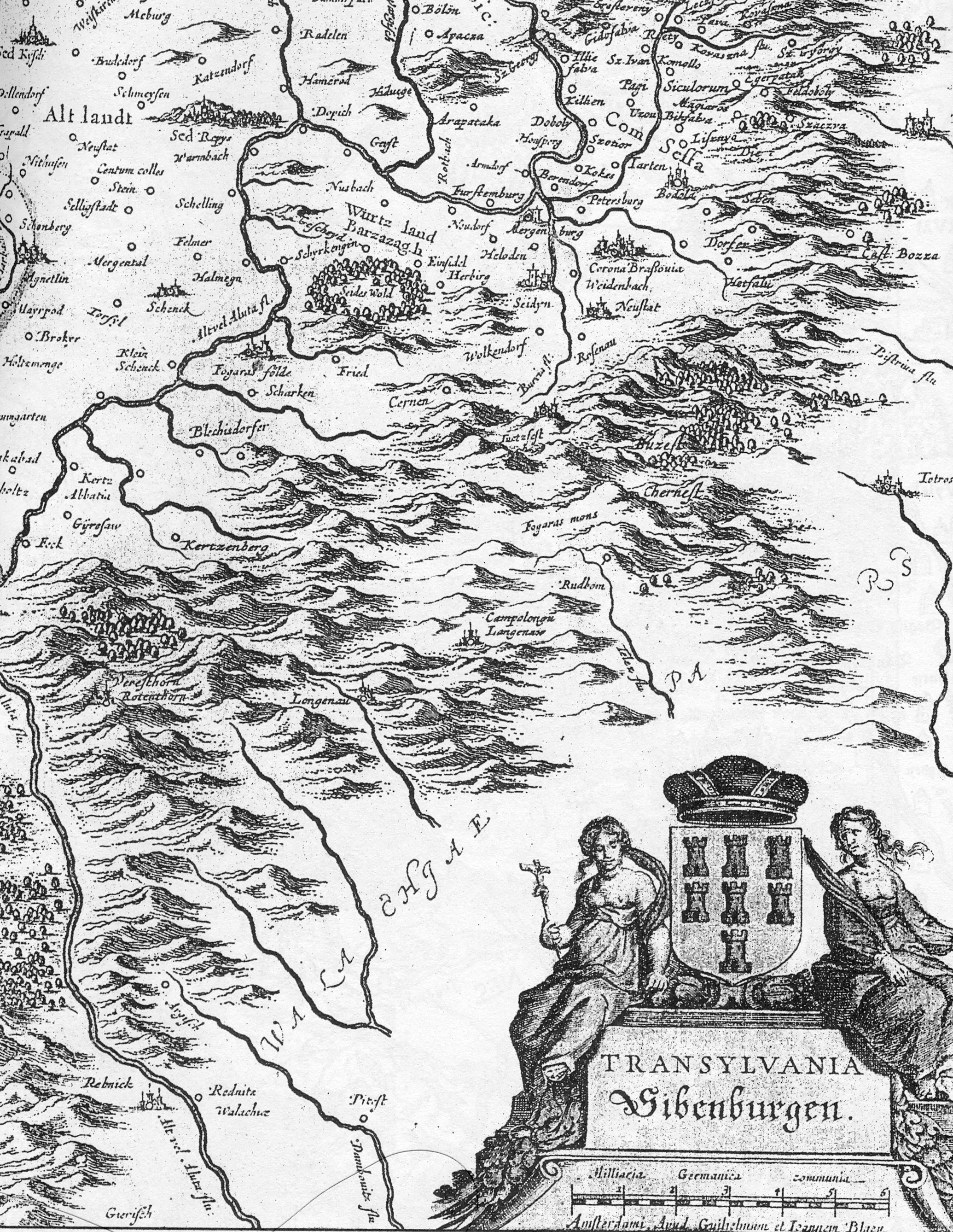
A Barcaság térképe 1630-ból, északi peremén, középen Apacza

Apáczai születésének évét maga hagyta az utókorra Magyar encyclopaedia című munkájában: „1625 […] Ennek a’ könyvnek iroja születtetik.” A pontos dátum bizonytalan; június 10-e Ferenczy Jakab 1856-ban kiadott életrajzi lexikonában jelent meg először, forrásmegjelölés nélkül, az utókor mégis 1625. június 10-ét tartja számon Apáczai születésének napjaként. Az Apáczai előnév későbbi használata szülőhelyére utal, amit tanítványa, Bethlen Miklós emlékiratának egyik feljegyzése erősít meg: „Apáczai János volt Barca-apácai szegény […]”. Apáczai tehát a Barcaságban, a Brassó város birtokai közé tartozó törcsvári uradalom Apáca községében született (ma Apața, Románia).
A magyarok lakta Olt-parti település a 17. század derekáig az erdélyi református püspökség egyházközsége volt, csak ezt követően lett evangélikus falu. Bethlen Miklós a következő szavakkal utalt Apáczai családi hátterére: „ott aminémű szabadsággal élnek, olyan ember gyermeke”. A mondat értelmezésére az irodalom- és művelődéstörténeti munkákból többféle megközelítés is kibontakozik. Bisztray Gyula úgy vélte, hogy a sor Apáczai családjának szabad székely származására utal. Ezt Herepei János sem vetette el, de rámutatott arra, hogy az „ott aminémü szabadsággal élnek” kitétel nem csupán a családra, hanem a falu egészére vonatkozik, és ebből kiindulva ősi székely vagy csángó maradványtelepülésnek tartotta Apácát, amelynek kiváltságos lakói katonai szolgálatot nyújtottak a törcsvári vár védelmében. Bán Imre lényegében szintén ez utóbbi megközelítést támogatta, azzal a kiegészítéssel, hogy Apáca lakói nem szabadosok, hanem várjobbágyok voltak, és a falu a korban betelepedő székelyeknek köszönhette kiváltságos helyzetét. Levéltári kutatások alapján Binder Pál és Vogel Sándor ennél jóval árnyaltabban rajzolták fel Apáca korabeli társadalmi képét. Az 1622-ben a falura kirótt adó összegéből ítélve mintegy 80-90 jobbágyi terheket viselő család élhetett Apácán. Mellettük azonban laktak a faluban szabadosok is, akik a Brassó által felállított seregben darabontokként (gyalogos katonákként) teljesítettek katonai szolgálatot, és ezért mentesültek a jobbágyterhek alól. Végkövetkeztetésük szerint az „ott aminémü szabadsággal élnek” passzus tehát nem az apácai lakosság egészére, hanem a közülük kiemelkedő darabont szabadosokra utal: Apáczai apja vélhetően közéjük tartozott. Felmerült annak lehetősége is, hogy a Csere család kisnemesi família lehetett: 1622-ben a nagybölöni Chieri/Chiery (Cseri) család kapott nemeslevelet Bethlen Gábortól, akiket az armális apácai eredetűnek mondott. Ha kisnemesek voltak is az apácai Cserék, birtokadomány nélkül a jobbágyi sorból való kiemelkedésükre nem nyílt mód, a törcsvári uradalom falvaiban a 17. században nem alakult ki kisnemesi réteg. Akár szabadosi, akár kisnemesi státusú volt Apáczai családja, Bethlen fenti megjegyzése egyértelműen arra utal, hogy szegény sorban éltek.
A Csere név az 1577-es apácai összeírásban még nem szerepelt, tehát az azt követően eltelt fél évszázadban kellett beköltözniük a faluba. A család neve csak az 1673. évi adólajstromban bukkan fel először, de előtte egy évszázadon át nem készültek Apácán név szerinti összeírások. A Csere név és változatai (Cserei, Cserey, Cseri) 16–17. századi székelyföldi forrásokban bukkannak fel, és feltehető, hogy a család a Csíkrákos melletti Csere-domboldalról vette a nevét. Ilyenformán Apáczai családjának székely származása valószínűsíthető.

### Gyermekkora és erdélyi tanulmányai

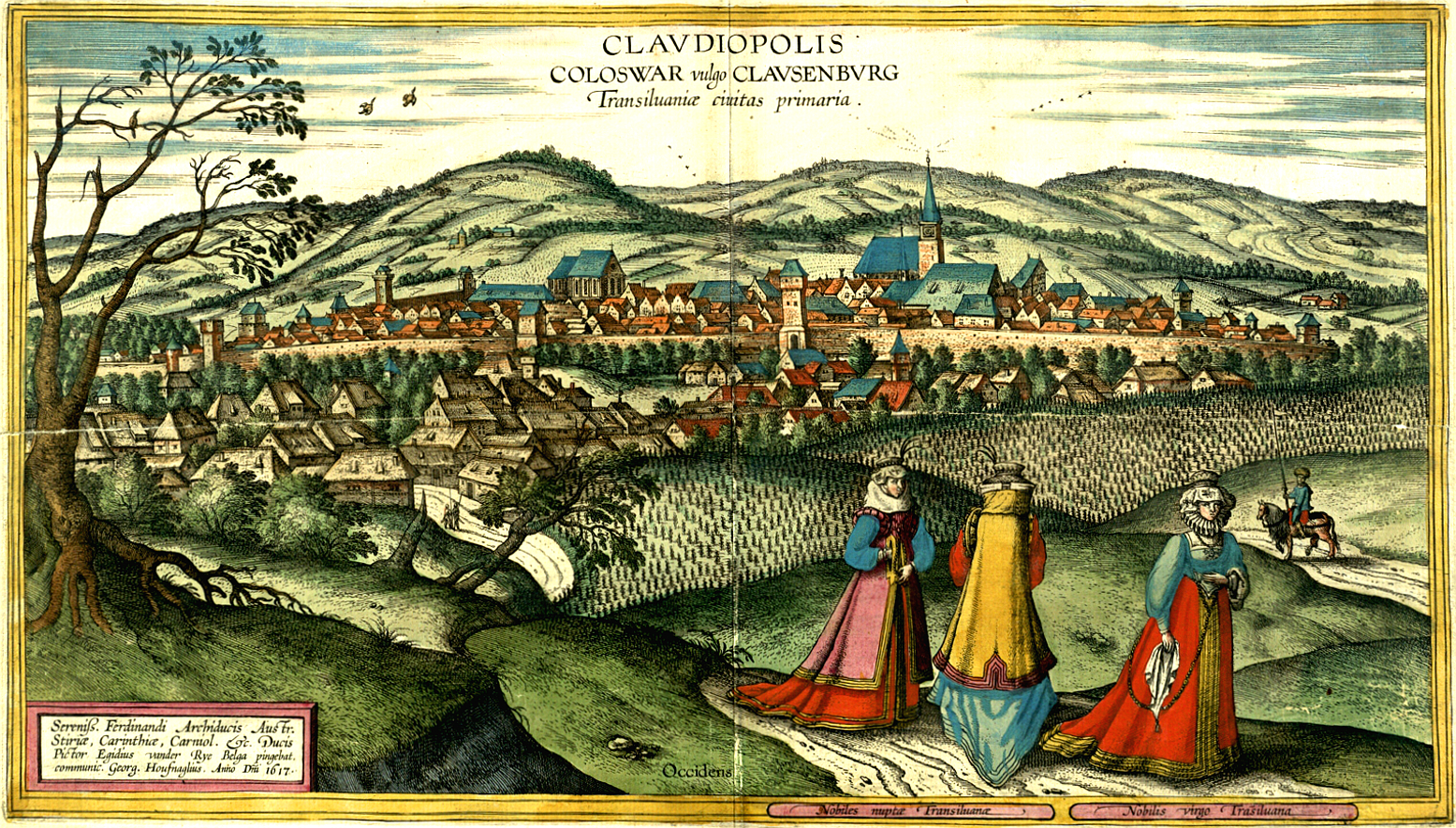
Kolozsvár a 17. században (Georg Hoefnagel, 1617)

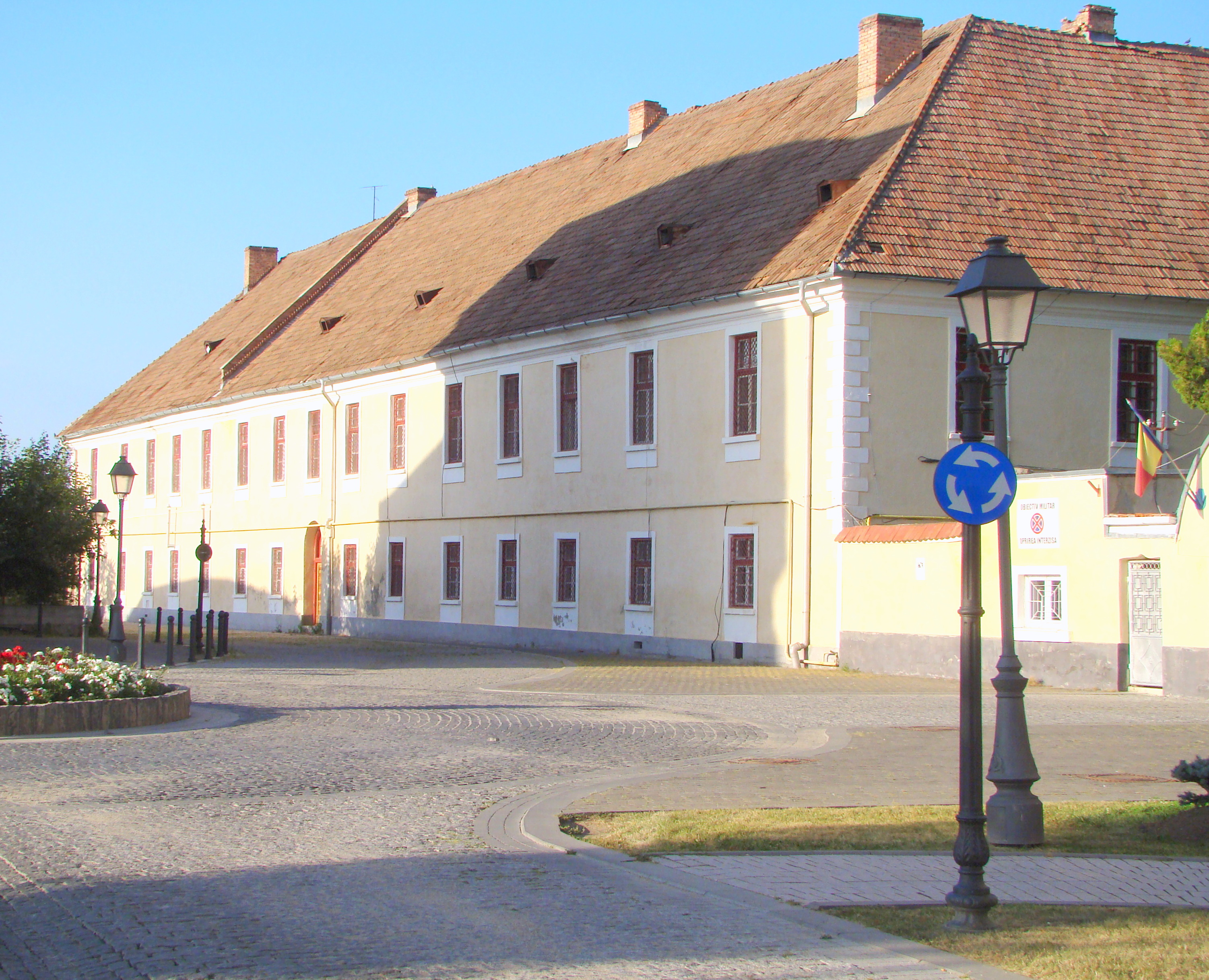
A gyulafehérvári református kollégium

Az említett 1673. és az 1688. évi apácai adóösszeírások elemzése alapján a kutatók arra jutottak, hogy a Csere család a falu központi részén, a Nagyutcában élt, és a leszármazottak innen rajzottak ki talán már a 17. század második felében a falu rabszorosi részébe. Binder és Vogel tanulmányukban nem zárják ki, hogy az 1622-ben nemességet kapott, apácai származású Csere fivérek egyike, nevesül Csere György lehetett Apáczai Csere János apja. A szórványos adatok rekonstruálásával tudható, hogy Apáczai Csere Jánosnak három, esetleg négy fivére volt: György, Mihály, Tamás és Máté. Az apácai őrtorony falán fennmaradt, 1658. évi felirat szerint Csere (Czere) György harmadmagával a falu „polgárai” közé tartozott, emellett György és Mihály neve szerepel az 1673-as apácai adólajstromban is. A negyedik fivér, Apáczai Tamás, ahogy Bethlen Miklós önéletírásában fennmaradt, Jánoshoz hasonlóan elhagyta Apácát, a kolozsvári református iskolában bátyja növendékeként tanult, majd Zemplén vármegyébe került, végül Hunyad vármegyei nótárius, vagyis főjegyző, rangban az alispán után következő tisztviselő lett. Bethlen említi, hogy Tamás öccse volt Jánosnak, emellett Apáczai 1658 végén kelt levelében azt írta, hogy „húsz tallért adtam az öcséimnek”, akiknek semmijük sem maradt. Ez utóbbiból biztosan megállapítható, hogy legalább két fivére fiatalabb volt Apáczainál; egyes kutatók szerint ő volt az elsőszülött, mások szerint viszont az elsőszülött az atyai házban maradt – talán az Apácán polgárrá lett György –, és János szülei második fiaként született. Az 1658 végén bátyjuktól tíz-tíz tallért kapó két fivér talán a Kolozsváron diákoskodó Tamás és a négy gyermekével az oszmán sereg tatár segédcsapatai elől Kolozsvárra menekült Máté lehetett, akinek neve 1658 után már a kolozsvári névjegyzékben szerepelt.
Apáczai gyermekkoráról és neveltetéséről nem maradtak fenn adatok, csupán a Magyar encyclopaedia rövid utalásai vallanak az Olt mentén töltött gyerekkorról – „Erdélyben, az Olt, (ki mellett fel nevelkedtem)” –, illetve arról, hogy többször kirándult az Erdővidék tájain. A 16. század második felében már a Barcaság valamennyi faluja, így Apáca is rendelkezett saját elemi iskolával, s több apácai diákról tudunk, aki innen kikerülve más iskolában folytatta felsőbb tanulmányait. Feltehető, hogy az elemi iskolát Apáczai is szülőfalujában járta ki. A Magyar encyclopaedia előszavában maga emlékezik meg arról, hogy tíz évvel korábban már kolozsvári diák volt Porcsalmi András, a helyi triviális iskola élére 1642-ben kinevezett rektor kezei alatt. Az előszó írásának időpontját (1653) figyelembe véve bizonyos tehát, hogy 1642/1643-ban már Kolozsvárott tanult. Porcsalmi volt Apáczai első olyan tanára, aki a praktikus ismeretek és az enciklopédikus tudás előtérbe helyezésével ösztönzően hatott rá. Szinnyei 1636-ban jelölte meg Apáczai kolozsvári beiskolázásának dátumát, a kor iskolarendszerének ismeretében az Apáczai-életmű egyik filológusa, Orosz Lajos pedig azt valószínűsítette, hogy 1638 körül kezdte meg kolozsvári tanulmányait.
Kolozsvári diákévei után Apáczai a korabeli Erdély legfontosabb iskolája („akadémiája”), a gyulafehérvári református kollégium tanulója lett. Ennek pontos dátuma nem ismert, maga Apáczai a Magyar encyclopaedia előszavában kolozsvári tanulmányainak taglalását követően csupán ennyit ír: „nem sokkal később […] Gyulafehérvárra költöztem”. Egyes források szerint erre már 1643 őszén sor került, de nem zárható ki, hogy Apáczai csak 1644-ben váltott iskolát. A kezdeti nehézségek után – ismeretlen okokból kétszer is megszakította tanulmányait – Johann Heinrich Bisterfeld tanítványai közé került, a filozófiai-teológiai osztály hallgatója lett. Saját bevallása szerint Bisterfeld személyében – Porcsalmi után – immár másodszor volt szerencséje olyan tanárhoz, aki a tudományok iránti lelkesedést plántálta át tanítványába. A kollégiumot 1638 óta vezető, nagy műveltségű és puritánus – közelebbről presbiteriánus – szellemiségű, Nyugaton iskolázott Bisterfeld tanulmányozta a kortárs cseh pedagógus, Comenius oktatási elveit, haladó gondolkodású, fiatal tanárokat hívott meg intézményébe, köztük az Apáczainak a hébertanulást javasló Árkosi Mihály Benedeket. Gyulafehérvári tanulmányai végén Apáczainak felajánlották a marosvásárhelyi triviális iskola rektori (osztálytanítói) állását, de ő nem élt a lehetőséggel.

### Hollandiai tanulmányai

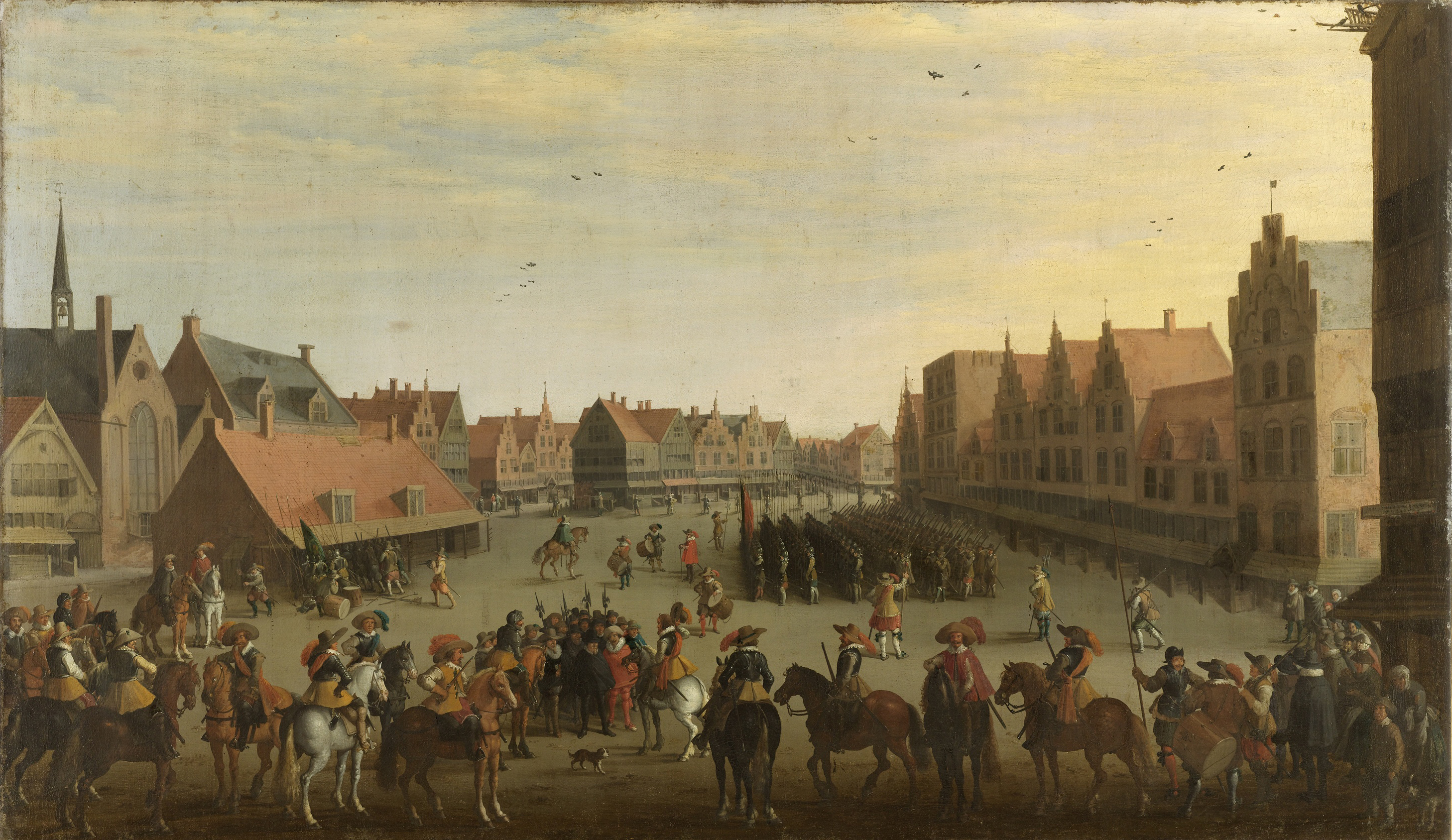
Utrecht a 17. században(Joost Cornelisz. Droochsloot festménye, 1625)

1648 nyarától a református egyház ösztöndíjával és Geleji Katona István erdélyi református püspök támogatásával Hollandiában – Apáczai és a kor névhasználatában: Belgiumban – tanult. A hollandiai ösztöndíj ígéretes, de nem kivételes lehetőség volt: ezekből az évekből több magyarországi és erdélyi diákról tudunk, akik holland földön folytatták tanulmányaikat. Közülük nem egy Apáczai egyetemi társa és közeli barátja lett, például a későbbi erdélyi református püspök Tofeus Mihály, akinek Apáczai 1650-es utrechti teológiai disputációját ajánlotta, vagy Komáromi Csipkés György, akit pedig 1653-as debreceni kollégiumi székfoglalója alkalmából köszöntött egy hexameteres költeménnyel. Az utrechti „magyar deákkör” tagja volt Enyedi Sámuel orvos, Farkas Jakab lelkész, a puritanizmussal élesen szembeforduló Miskolczi Csulyak Gáspár, és még sokan mások. Apáczai 1651-ben ugyancsak Utrechtben kötött életre szóló barátságot Geleji Katona Istvánnal (az azonos nevű püspök unokaöccsével), a történeti kutatásokkal foglalkozó lelkésszel, akivel aztán korai haláláig bizalmas levelezésben állt.
Apáczai vélhetően az 1648. évi nyárelőn indult el Erdélyből, és 1648. július 22-én iratkozott be a franekeri egyetemre, ahol Johannes Coccejus hebraisztikai előadásait hallgatta. Franekerben csak rövid időt tölthetett, mert 1648. szeptember 5-ei keltezéssel már a leideni egyetem anyakönyvében olvasható a neve. Itt elsősorban teológiát hallgatott olyan neves tanároktól, mint Fridericus Spanhemius, Abraham Heidanus és Jacobus Triglandius. Jóllehet, Apáczai a következő három szemeszterben a leideni egyetem beiratkozott hallgatója volt, valószínűsíthető, hogy már 1648-tól Utrechtben lakott, legalábbis erre utal a Magyar encyclopaediában a városról tett megjegyzésében: „holot az ő mind a többi felet valo kiességere nezve, tzaknem öt egesz esztendeje már hogy lakom”. 1650 elején ismét iskolát váltott, és ezúttal az utrechti egyetemen folytatta tanulmányait. Ez utóbbi alma materében 1650. március 23-án és 27-én, két fordulóban adta elő tanára, Gisbertus Voetius téziseit Disputatio theologica continens introductionem ad philologiam sacram (’Teológiai értekezés a Szentírás nyelveibe való bevezetésről’) címen. 1651. április 3-án az 1647-ben alakult harderwijki egyetemre iratkozott be, április 13-án pedig már elő is jegyezték a teológiai doktori védésre jelentkezők között. Miután április 22-én Gisbertus Gulielmus ab Isendoorn elnöklete alatt megvédte Disputatio theologica inauguralis de primi hominis apostasia (’Doktoravató teológiai disputáció az első ember hitehagyásáról’) címen a bűnbeesésről írt értekezését, 1651. április 26-án a tanintézmény első teológiai doktorává avatták. Beiratkozása és doktori disszertációjának megvédése között három hét sem telt el; ennek magyarázata, hogy a harderwijki egyetem még a 18. században is hírhedt volt arról, hogy a falai között gyorsan, mindenféle képzés nélkül doktorátushoz lehetett jutni.

Gisbertus Voetius (Christiaan van Geelen festménye, 1815–1826 között)

Harderwijki doktorrá avatását követően Apáczai vélhetően visszatért Utrechtbe, a városnak az akkor még a református egyházhoz tartozó Szent Katalin-templomában ugyanis 1651. szeptember 30-án egybekelt Aletta van der Maet utrechti polgárlánnyal. Valószínű, hogy az ifjú ara a 17. századi Utrecht dokumentumaiból ismert jómódú, előkelő van der Maet család sarja volt. Apáczai feleségével együtt feltételezhetően apósa házában élt; a házaspár első gyermeke 1652 júniusában vagy július elején született.
Hollandiai évei alatt egész életét meghatározó benyomások érték Apáczait: testközelből tanulmányozhatta egy fejlett polgári társadalom, a holland aranykor intézményrendszerét és működési folyamatait. Utrechti egyetemi tanulmányai során közeli kapcsolatba került az intézet rektorával és antikarteziánus teológusprofesszorával, Gisbertus Voetiusszal. Ennél fontosabb szerepet játszott életében másik mestere, utrechti anatómiatanára, Henricus Regius, aki Descartes forradalmian új természetfilozófiai tanaiba vezette be a fiatal diákot. Az utókor Bethlen Miklós önéletírásának egy elejtett megjegyzése alapján („professori tisztességes hivatala és kenyere lett volna oda fel [ti. Hollandiában]”) sokáig úgy gondolta, hogy Voetius Utrechtben a megüresedett etikai katedrát kínálta fel Apáczainak, amit a honi pályára készülő, öntudatos fiatalember elhárított. Miután erről a dicsőségről Apáczai egyetlen szót sem ejtett későbbi, a hollandiai egyetemek működését és ottani személyes tapasztalatait is taglaló iskolai beszédeiben, de legfőképpen a tanári meghívások utrechti lajstromában sem esik róla szó, ez a következtetés valószínűleg téves. Apáczai Hollandiában a latin és ógörög mellé elsajátította a holland, francia, angol, héber, arab és arámi nyelveket is. Ugyancsak külföldi tanulmányútja során írta meg fő műve, az első magyar nyelvű tudástár, a végül 1655-ben Utrechtben kiadott Magyar encyclopaedia mintegy kétharmadát, ahogy Hollandiában készült el a csak 1654-ben Gyulafehérvárott kiadott Magyar logicatska című munkájával is.
Az 1650-ben kinevezett református püspök, Csulai György 1652 őszén visszarendelte Apáczait Erdélybe, és útiköltséggel is ellátta őt. Ahogy a Magyar encyclopaediában is utal rá, a kedvezőtlen őszi időjárás és „másféle, nem csekély súlyú akadályok” miatt azonban az utazást az áttelelés utánra halasztotta. Az útiköltség egy részéből még Utrechtben elindította a Magyar encyclopaedia addig megírt fejezeteinek szedési és nyomtatási munkálatait. Célja ezzel az volt, hogy elejét vegye a késlekedésért járó püspöki számonkérésnek: egy magyar nyelvű, Csulai püspöknek ajánlott enciklopédiával tér haza. Apáczai egyébként úgy vélte, hazarendelésének oka, hogy otthoni irigyei befeketítették a püspök előtt.

### A gyulafehérvári kollégium osztálytanítója

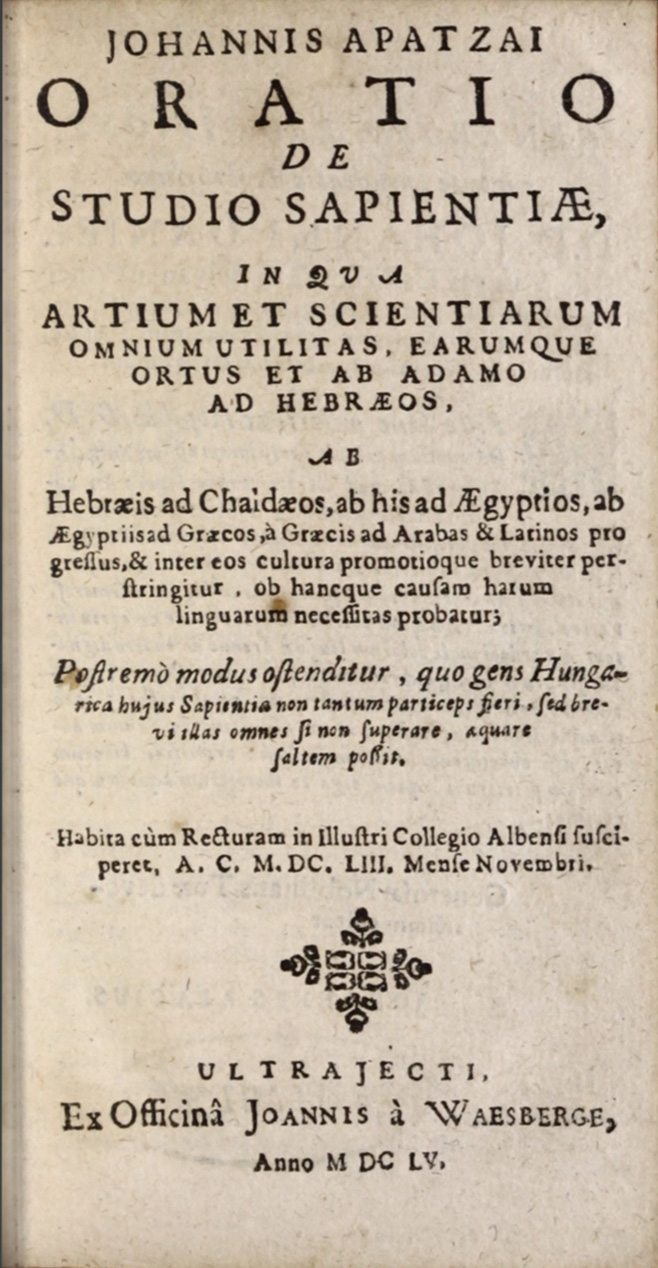
Apáczai 1653-as gyulafehérvári beköszöntő beszédének címlapja

Apáczai feleségével és kisgyermekével, valamint a Magyar encyclopaedia addig kinyomtatott fejezeteivel végül 1653 augusztusában érkezett meg Kolozsvárra. Innen augusztus 25-én folytatták útjukat Enyeden keresztül Gyulafehérvárra. A fejedelmi székvárosba végül augusztus 29-én érkezett meg az Apáczai család. II. Rákóczi György fejedelem november 2-i hatállyal kinevezte a gyulafehérvári kollégiumba, ahol csupán osztálytanítói (más szóval rektori vagy magiszteri) státust kapott, ráadásul az iskola triviális tagozatában, vagyis az alsóbb évfolyamokban. Az oratóriai-poétikai osztály élére osztották be, ezzel a négy osztálytanító közül rangban a harmadik helyre került. Egyes korabeli utalások szerint idővel a magasabb logikai-retorikai osztályban is tanított, valamint héber- és ógörögórákat is adott. Noha teológiai doktor létére megalázó lehetett hátrasorolása, fizetésére nem panaszkodhatott: évi járandósága 250 forint, 36 köböl búza, 200 vödör bor, három disznó, tizenöt bárány, egy méhrajnyi méz és 16 forintnyi tűzifa volt.
A még novemberben megtartott nyilvános beköszöntő beszédében a bölcsesség megszerzéséről értekezett (Oratio de studio sapientiae…), és az ebben elhangzó, a nyugat-európai haladást és a tudományok hasznát humanista meggyőződéssel méltató, az erdélyi állapotokat és a formalista oktatást heves szavakkal bíráló gondolatok, oktatási reformtervezetének felvázolása diákjaiban lelkesedést, az erdélyi uralkodói körökben és tanártársai között azonban felzúdulást keltettek. A felzúdulást az magyarázza, hogy Apáczai 1653-ban nem abba a haladó szellemű fehérvári kollégiumba tért vissza, amely öt évvel korábban útnak indította őt. 1648-ban II. Rákóczi György lépett a trónra, és személyével – dacára anyja, Lorántffy Zsuzsanna puritánus meggyőződésének – a református egyház ortodox vagy akkori kifejezéssel püspökös szárnya kerekedett felül. Az országgyűlés 1653-ban még törvényt is hozott a puritánus „újítások” megfékezésére. A gyulafehérvári iskola puritánus tanári kara szétszóródott, egyedül a sokat betegeskedő Bisterfeld maradt a helyén. Gyulafehérvár elveszítette korábbi jelentőségét, a felső teológiai osztály kivételével tanterve a latin nyelv, logika és retorika oktatásában kimerült; a puritánus törekvések új gócpontja Várad és Sárospatak lett. Apáczait beköszöntő beszéde után a „veszedelmes” puritánus és karteziánus eszmék békétlen szószólójaként könyvelték el. Hihetőleg ő maga igyekezett a vele szemben táplált ellenszenvet mérsékelni, legalábbis erre utal egy töredékesen fennmaradt utalás arra, hogy még 1653 karácsonya előtt – talán ellenfeleit biztosítandó dogmatikus ókálvinista alapállásáról – nyilvános vitát tartott „az istentagadók, pogányok, törökök, zsidók, római katolikusok, lutheránusok, arminiánusok, szociniánusok és anabaptisták” ellen.

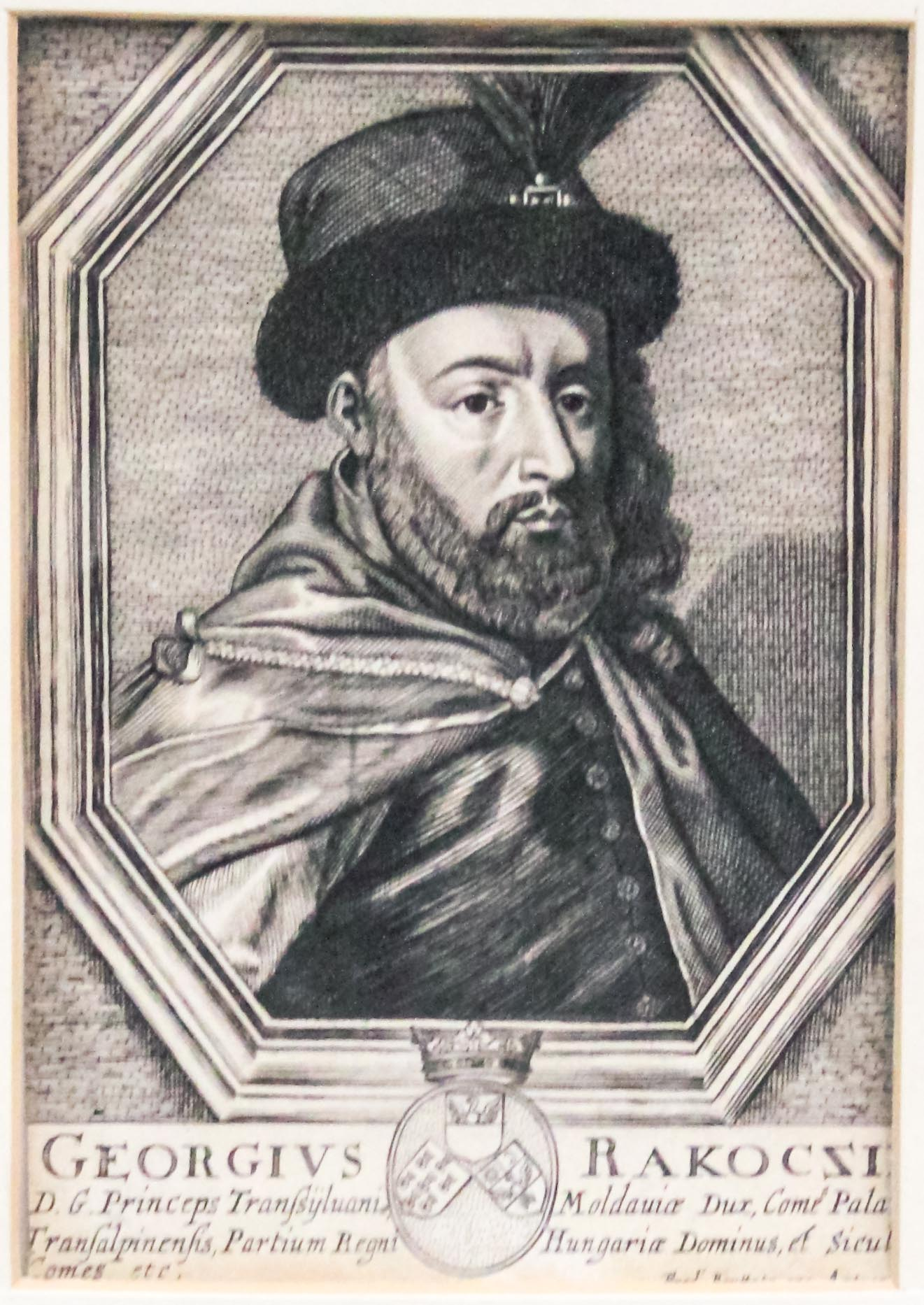
II. Rákóczi György fejedelem

Oktatási reformja füstbe ment ugyan, de Apáczai lankadatlan energiával dolgozott tovább. Az 1654-es év során Gyulafehérvárott kiadta a még Hollandiában megírt Magyar logicatska című művét, első magyar nyelven megjelent könyvét, amelyet a vele szemben ellenséges fejedelem kiskorú fiának, Rákóczi Ferencnek ajánlott. Az 1653. novemberi beköszöntő beszédében felvázolt oktatási tervezet egyik fontos eleme volt, hogy az alsóbb évfolyamok oktatásához tanítási segédletül használná Magyar encyclopaediáját. Sürgetővé vált tehát, hogy a még Utrechtben nyomdában adott fejezetek mellé megírja és kinyomtassa a hátra lévő szakaszokat is. A sietség lehetett az oka, hogy az előszóban még említett nyelvtudományi fejezeteket az 1655-ben megjelent kiadáshoz végül nem dolgozta ki és a technikáról („mechanika”, avagy a „csinálmányok”) szóló fejezetet is jelentősen lerövidítette.
1655. február 16-án idős mestere, Bisterfeld meghalt, a kollégium igazgatói széke megüresedett. A fejedelem március 25-én Isaac Basire-t (vagy korabeli magyaros nevén Basirius Izsákot) nevezte ki a helyére, aki korábban a radikális protestáns mozgalmakkal élesen szembehelyezkedő, s az angol polgári forradalomban kivégzett I. Károly angol király papja volt. Elgondolásai meglehetősen messze álltak tehát az Apáczai által is képviselt haladó puritán eszméktől, személye garanciával szolgált arra, hogy az újító gondolatokat száműzzék a kollégium falai közül. Egy 1655. szeptember 24-én a fejedelem és más méltóságok jelenlétében sorra kerülő nyilvános vita jelentős fordulatot hozott Apáczai életében. Ennek alkalmával Basire nyitó szónoklatában – az angol példára intve közönségét – kikelt a puritánus mozgalom mérsékeltebb presbiteriánus szárnyával szemben, és összemosta őket a radikálisabb independensekkel, az államhatalomra veszélyes elemekként bélyegezve meg őket. Apáczai egymaga szállt szembe Basire-ral, kiállt a presbiterianizmus, a világi műveltség és tudás haladó eszméi mellett, ám ezzel csak ellenfelei gyűlöletét fokozta és II. Rákóczi Györgyöt haragította magára. Fennmaradt korabeli kézirattöredékek szerint a fejedelem első dühében a Marosba vetéssel vagy a gyulafehérvári templomtoronyról való letaszítással fenyegette meg Apáczait, amennyiben presbiteriánus eszméket terjeszt az iskolában. Az eset után eltiltották Apáczait a tanítástól, javadalmazását visszatartották, de egyik pártfogója, a fejedelem korábbi nevelője, Keresztúri Bíró Pál asztalánál továbbra is kapott mindennapi kosztot. Basire azonban végleg el akarta távolítani Apáczait a fehérvári kollégiumból. Többek között beszámolót írt a szeptemberi vitáról, amelynek kézirata a 18. században Szathmári Pap Zsigmond tulajdonában volt, de azóta elveszett és csak a címe ismert. Apáczai is megírta a maga beszámolóját az eseményekről. Emellett a jelek szerint Apáczai egy apológiát is intézett a fejedelemhez, legalábbis a Szathmári Pap-irattárban feljegyezték egy másik, szintén elveszett kézirat címét: Brevis pro Presbyteris Apologia ad Serenissimus Principem Transilvaniae (’Rövid védirat a presbiteriánusok ügyében a felséges erdélyi fejedelemhez’), amely mögött egyes kutatók Apáczai szerzőségét gyanítják.

### A kolozsvári iskola élén

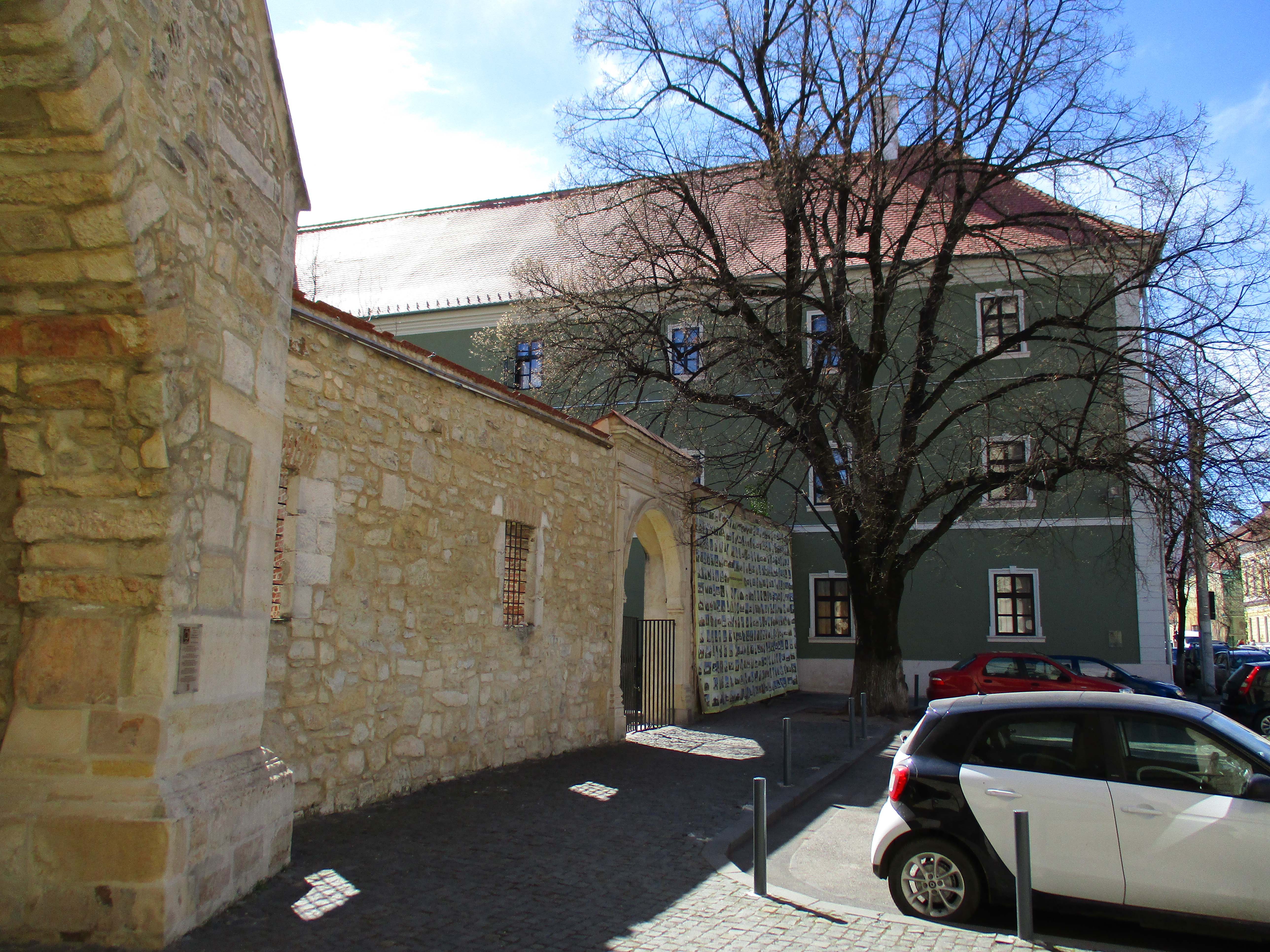
A kolozsvári egykori református kollégium megmaradt fala a református templom és az 1801-ben elkészült új épület között

Noha Csulai püspök ez idő alatt felkínálta számára a kézdivásárhelyi vagy a nagyenyedi lelkipásztori széket, majd – 1648 után immár másodszor – a marosvásárhelyi triviális iskola rektori (osztálytanítói) állását, Apáczai pedagógiai programjáról nem akart lemondani, ezért elhárította az ajánlatokat. Lorántffy Zsuzsanna meghívta igazgatónak a sárospataki református kollégiumba is, de a fejedelem nem hagyta jóvá kinevezését. Rákóczi fejedelem egy 1656. január 10-én kelt, anyjához, Lorántffy Zsuzsannához intézett levelében kategorikusan elhárította az anyai kérést, hogy Apáczai sorsával foglalkozzék. A fiatal tanár pártfogói, Lorántffy fejedelemasszony és Bethlen János közbenjárása azonban lassan beérett, a fejedelem megengesztelődni látszott, és 1656 nyarán a kolozsvári református iskola igazgatójává nevezte ki Apáczait. Apáczai családjával együtt 1656. június 11-én vagy 17-én költözött Kolozsvárra, és több jel arra mutatott, hogy eztán megbecsüléstől övezve munkálkodhat pedagógiai programján. A kolozsváriak Fejérvári Benedek főbíró vezetésével küldöttséget menesztettek érte Gyulafehérvárra, rendbehozták a számára kijelölt Magyar utcai lakhelyet és biztosították ellátását. Bethlen Miklós visszaemlékezése szerint több gyulafehérvári diák is követte tanárát Kolozsvárra. A kolozsvári iskola előző igazgatói, Igaz Kálmán és Sikó János puritánus szellemben irányították az oktatómunkát, Apáczait azonban áldatlan állapotok várták. Az iskola egyetlen tanára egykori mestere, Porcsalmi András volt, akinek kollaborátorként csupán a fiatal Csernátoni Pál volt a segítségére, és ketten a rendszeres oktatást sem tudták biztosítani. Mindezt tovább tetézte, hogy bár az erdélyi fejedelmek már 1640-ben tervbe vették a kolozsvári iskola kollégiummá fejlesztését, és II. Rákóczi György 1651-ben meg is kezdte egy új iskolaépület felállíttatását, az 1655 áprilisában leégett. Ennek ellenére, miután a korábbi óvári iskolaépület életveszélyessé vált, az oktatás a leégett „új” iskolaházban folyt.
Apáczai nagy lendülettel kezdett programja megvalósításába, Oratio de summa scholarum necessitate (’Beszéd az iskolák fölöttébb szükséges voltáról’) címen 1656. november 20-án tartotta meg kolozsvári beköszöntő beszédét, amelyben az elmaradottságot hevesen ostorozva, az emberi tudást eszményítve a korszerű tudást oktató iskolák fontosságáról értekezett. A fejedelem, II. Rákóczi György bár szentesítette kolozsvári kinevezését, továbbra is gyanakvással szemlélte Apáczai működését. Alig néhány nappal beköszöntő beszéde után, 1656. november 23-án szentesítették az iskolatörvényt, amely a gyulafehérvári kollégiumot tette meg Erdély legfőbb iskolájává, és elrendelte, hogy az ország más iskolái, köztük a kolozsvári, a retorikán túl mást nem taníthatnak, és csak a gyulafehérvári oktatásba bevezetett tankönyveket használhatják. Feltehető, hogy Apáczai nem szállt szembe a fejedelem akaratával, és kényszerhelyzetbe kerülve tantervét, sőt, a filozófiai és teológiai oktatást is feladva, a triviális osztályok retorikai oktatását irányította. Az iskola anyagi nehézségeit két adománylevél enyhítette az 1657-es év folyamán. 1657. április 23-án Apáczai korábbi patrónáját, az éppen Kolozsmonostoron tartózkodó Lorántffy Zsuzsannát kereste fel személyesen, sebtében lejegyzett, anyagi támogatásért folyamodó kérelmével. A fejedelemasszony még ugyanaznap 1000 forintot rendelt kiadni a kolozsvári református iskolában jó előmenetelt tanúsító, szegény sorú diákok megsegélyezésére, egyúttal elismerően szólt Apáczai eredményeiről, elégedetten nyugtázta a kolozsvári iskola „mostani szép állapottal való indulatját s nevekedését”. 1657 végén a rövid időre fejedelemmé választott Rhédey Ferenc pedig arról rendelkezett, hogy Apáczai 400 forintot, 60 vödör bort és 20 köböl búzát kitevő javadalmazását kifizessék.
A helyzet Rákóczi fejedelem 1657. őszi bukásával érett meg arra, hogy Apáczai kibontakoztathassa iskolateremtői ambícióit. Nehézségei továbbra is számosak voltak: a kolozsvári skóla még mindig félig romokban állt, nem állt rendelkezésükre sem osztályterem, sem diákszállás, rendszeres javadalmazásban sem ő, sem tanártársai nem részesültek, a kolozsvári egyházközség konzervatív másodpapja, Bátai B. György gáncsoskodásaival is meg kellett küzdenie. Mindezek ellenére Apáczai hallatlan energiával vetette magát a munkába. Porcsalmira, Csernátonira és a kollaborátorokra bízta a felső és alsó osztályok tanítását, ő maga a kollaborátorok kinevelését vállalta, legjobb tanítványainak tartott nyilvános teológiai, szám- és mértani, természettudományi, jogtudományi és történelmi előadásokat (privatum collegium). Iskolája számára a gazdag kolozsvári kereskedő, Váradi Miklós révén szakkönyveket és taneszközöket szerzett. Erőfeszítéseinek köszönhetően harmadik kolozsvári évében, 1658-ban a keze alól kikerülő növendékek először tartottak nyilvános disputációkat. 1658 első hónapjaiban Disputatio philosophica de mente humana (’Filozófiai vita az emberi értelemről’) címmel írta meg filozófiai művét a test és lélek viszonyáról, amelyben Descartes dualista álláspontjának kelt védelmére, és amelyet tanítványa, Fogarasi Mátyás adott elő nyilvános disputáción. Ugyanebben az évben keletkezhettek Disputatio de politia ecclesiastica (’Vita az egyházigazgatásról’), illetve Catechismus secundum dogmata Calvini (’Hitvallás Kálvin tanításai szerint’) című írásai is, amelyek azonban nem maradtak fenn. A művelődéstörténet-írás ezekből az évekből Apáczainak mintegy harminc diákját ismeri névről. Legnevesebb és egyben legkedvesebb tanítványa a később kancellárrá lett Bethlen Miklós volt, aki 1658, illetve 1659 első félévében tartozott Apáczai kolozsvári famulusai közé, és későbbi emlékirataiban méltó emléket is állított mesterének. További neves tanítványai között említhető Pápai Páriz Ferenc orvos és filozófus, Alvinczi Péter fejedelmi táblabíró, a már említett Fogarasi Mátyás pedagógus-lelkész, Macskási Boldizsár katona és diplomata, illetve saját testvéröccse, Apáczai Tamás.

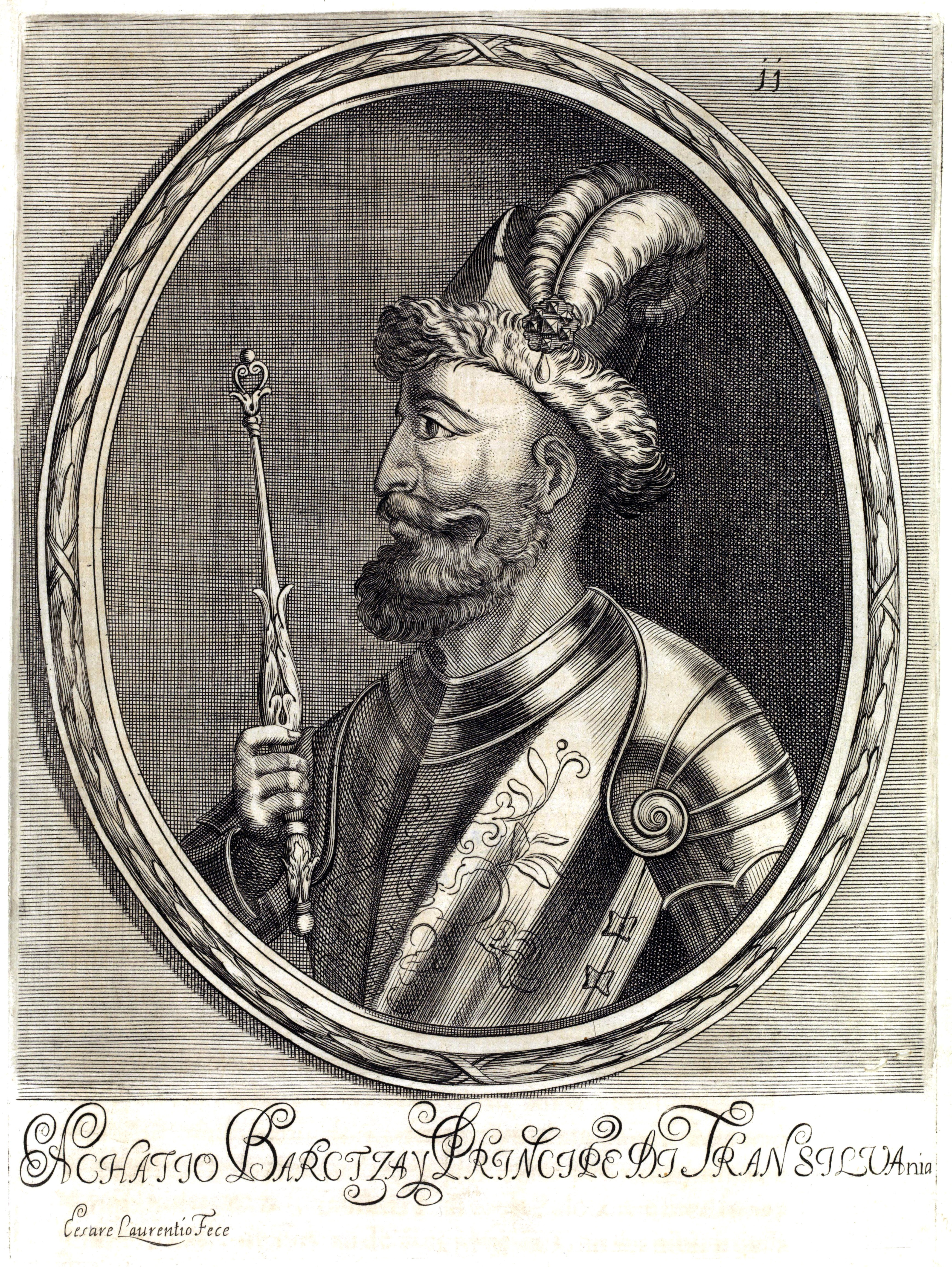
Barcsay Ákos fejedelem

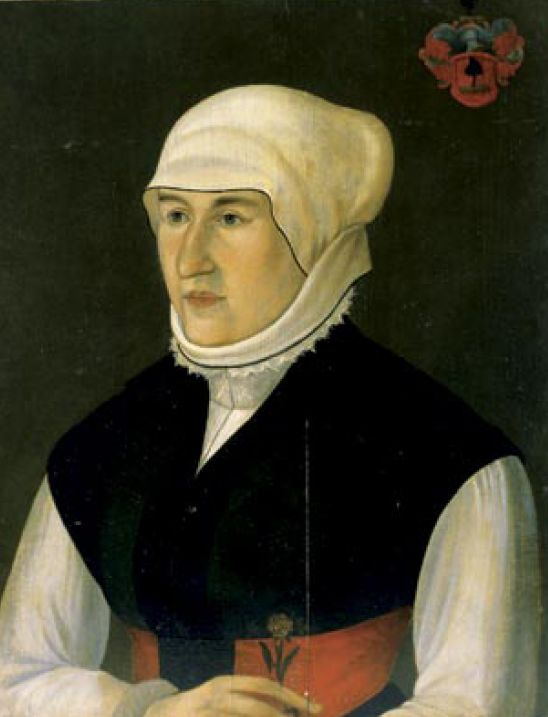
Lorántffy Zsuzsanna

Az 1658-as év második felében gyászosan alakult az Erdélyi Fejedelemség sorsa. Nyáron az Oszmán Birodalom serege tört Erdélyre, szeptember 5-én krími tatár segédcsapataik bevették és felégették a fejedelmi székvárost, Gyulafehérvárat, elpusztult a város kollégiuma és a fejedelmi könyvtár is. Kolozsvár csak nagy összegű hadisarc megfizetése árán menekült meg a pusztulástól. Apáczait ezen túl személyesen is érintette az országos katasztrófa: a tatárok augusztus 21-én feldúlták Apácát, és egyik öccse szülőfalujukból családostul Kolozsvárra menekült, ahol eleinte bátyja támogatására is számított. 1658 októberében Barcsay Ákos lett Erdély fejedelme, aki elődjével ellentétben a puritánus eszmét támogatta. Apáczai úgy érezhette, hogy a politikai fordulattal megérett a helyzet arra, hogy régóta dédelgetett vágya valóra váljon, s Erdélyben korszerű akadémia (tkp. tudományegyetem) nyissa meg kapuit. Nagyszabású tervezetet állított össze és terjesztett Barcsay fejedelem elé A magyar nemzetben immár elvégtére egy Académia felállításának módgya és formája… címmel. A tervezet szövegében elejtett utalások alapján valószínű, hogy Apáczai rögtön Barcsay fejedelemmé választása után, legkésőbb már 1658 novemberében megírta akadémiai tervezetének tisztázatát, s nem kizárt, hogy rögtön el is juttatta a fejedelemhez. Bár a fejedelem és Bethlen kancellár egyaránt kedvezően fogadta Apáczai ambiciózus és minden részletre kiterjedő akadémiatervezetét, a bel- és külpolitikai helyzet, az ország feldúlása árnyékában remény sem lehetett tervezetének végrehajtására, az erdélyi oktatásügy jobbításának munkájára.
1658. november 29-én Apáczai ismét Lorántffy Zsuzsannához fordult oktatómunkájuk támogatását kérve, s a fejedelemasszony 1657 után immár másodszor is segítségére sietett. 1659. január 10-én kelt adománylevelében bizonyos bársonykelmék eladásából származó bevétele 1000 forint feletti részét, kb. 600 forintot folyósított a kolozsvári iskolának. 1659 januárjában Apáczai egy másik kérelmet is írt, ezúttal Barcsay fejedelemhez. Ebben elpanaszolta, hogy iskolája nehéz helyzetben van: fejedelmi patrocínium híján tanítóinak javadalmazása a jó akaratú emberek adományain múlik, a kiégett Farkas utcai iskola továbbra sem alkalmas a tanításra, az egyházközség gyermekeiből pedig sokan a kolozsmonostori jezsuiták iskolájába járnak, ami a kolozsvári kálvinista felekezet fennmaradására nézve is veszedelmes. Ezért arra sürgette a fejedelmet, hogy a kolozsvári református egyházközséget kötelezze a kollégiumi tanárok megfizetésére. Emellett arra kérte, hogy Lorántffy Zsuzsannához hasonlóan tegyen alapítványt, fedezendő arra érdemes szegény diákok tanítási költségeit. Az irodalomtörténet-írás úgy véli, ez a levél – és Apáczai egyik patrónusa, Bethlen János kancellár támogatása – is ösztönözhette Barcsay fejedelmet arra, hogy 1659. január 17-én Désen kelt adománylevelével a fejedelmi kamara sójövedelméből évi 1600 forintot különítsen el a kolozsvári református egyházközség és iskolája javadalmazására, egyúttal a kollégiumi rektorok (osztálytanítók), valamint tíz diák taníttatási költségeinek finanszírozására (cameraticum beneficium).
Apáczai 1659 első felében írta meg mára elveszett, De peccato originali (’Az eredendő bűnről’) című teológiai-filozófiai munkáját, amelyet legkedvesebb tanítványa, Bethlen Miklós nyilvános disputáción adott elő. Ugyanebben az időszakban, talán már 1658-tól dolgozhatott Philosophia naturalis (’Természetfilozófia’) című latin nyelvű tanítói jegyzetén, amivel egyik célja a Magyar encyclopaedia ismeretelméleti és természettudományi fejezeteinek kibővítése lehetett. Időközben gondjai tovább sokasodtak: az előző év őszén elpusztult gyulafehérvári kollégium diákjai Kolozsvárra menekültek. Az Apáczaira és tanártársaira nehezedő nyomást enyhítendő, a fejedelem elrendelte, hogy saját udvari papja, Vásárhelyi Péter Apáczai igazgatása alatt a kolozsvári iskola tanára legyen. 1659 szeptemberében ismét nagyot fordult a politikai helyzet: a fejedelemségből előzőleg letett II. Rákóczi György ideiglenesen visszaszerezte hatalmát, Barcsay fejedelem pedig Temesvárra menekült. Apáczai és családja ekkor már a Farkas utcában, az iskola közelében lakott. Életének utolsó ismert eseménye, hogy 1659 novemberében a kálvinista „Jézus nem mindenkiért halt meg a kereszten”-hittétel körüli nyilvános teológiai vitára állt ki Veres Ferenc római katolikus pappal. Az eseményről hírt adó, nyolcvan évvel későbbi jezsuita forrás Apáczai megszégyenüléséről számolt be, amit teológiai felkészültségét ismerve az utókor kétkedéssel fogad vagy betegsége számlájára ír.

### Betegsége és halála
Harmincnégy évesen, 1659. december 31-én hunyt el „szárazbetegségben”, azaz tüdőbajban. A szakirodalom általában utal rá, hogy emberfeletti erőfeszítései is siettethették halálát, de Herepei János kutatásai szerint az elhunytát hírül adó és személyét magasztaló, korabeli latin nyelvű eulógium megszövegezése inkább hosszan elhúzódó betegségről vall. Apáczai már egy 1651. augusztus 16-án Hollandiában kelt levelében, azaz huszonhat évesen rossz egészségére panaszkodott, az 1658 után készülő Philosophia naturalis egyik mondatában pedig a munkáját hátráltató „makacs betegségről” ejtett el egy megjegyzést. A szokásosnál hosszabb, köztiszteletet sejtető felravatalozás után 1660. január 9-én búcsúztatták a Házsongárdi temetőben a kolozsvári szabócéh szervezésében. A halálára megjelent eulógiumban Porcsalmi András, Mogyorósi Elek és több tanítványa is írt egy-egy gyászverset. Alig pár nappal temetése után, 1660. január 17-én Nadányi János Leidenben megtartott jogtudományi-politikai disputációját Apáczainak ajánlotta.
Bethlen Miklós emlékirataiból tudjuk, hogy „gyámoltalan belga felesége” és gyermeke nem sokkal később követték őt a sírba. Miután korabeli forrásokból ismert, hogy az Apáczai házaspár 1657. szeptember 18-án már eltemetett egy gyermeket – talán az 1652 nyarán Utrechtben világra jött elsőszülöttüket –, ez alapján két gyermekük lehetett. Apáczai után közvetlen leszármazottak nem maradtak, csupán Apácán élt testvéreinek utódjairól, a Cserékről tud az irodalomtörténet-írás, illetve az 1950-es években még Budapesten is éltek olyan Cserik, akik Apáczai mellékági leszármazottainak tartották magukat.

## Munkássága

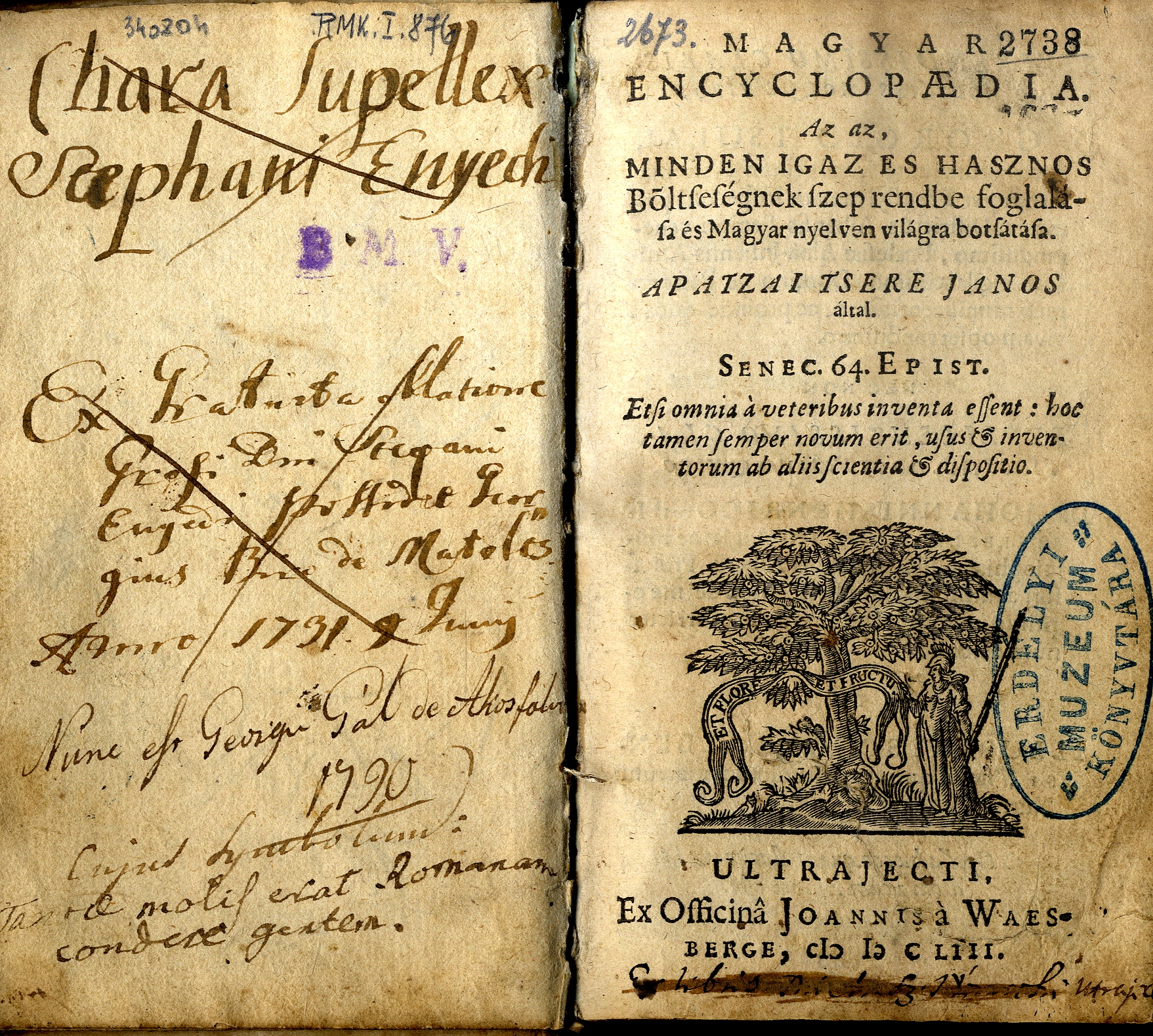
A Magyar encyclopaedia (1655) belső címlapja

Apáczai Csere János életművének kiemelkedő értékeit az utókor elsősorban pedagógiai törekvéseiben látja. A korszerű magyar neveléstudomány első képviselőjeként tarthatjuk számon, aki az elmaradottsággal vívott küzdelme során újszerű elgondolásokkal harcolt az oktatásügy megjobbításáért, a tananyagában és szervezeti felépítésében egyaránt korszerű iskolarendszerért, a tanári hivatás megbecsüléséért, és mindehhez kapcsolódóan a korszerű tudományos gondolkodás és művelődési viszonyok meghonosodásáért, a polgári társadalom kiépüléséért, a pallérozott anyanyelvi írásbeliség kialakulásáért. Ez a sokrétű, kora művelődési viszonyaihoz és rövid életéhez mérten is ambiciózus nevelésügyi program nem választható el puritánus eszmei neveltetésétől és filozófiai-ismeretelméleti munkásságától. Az erdélyi puritánus mozgalomba „beleszületett”, de az elsők közé tartozott, akik magyar földön meggyökereztették a korszak haladó filozófiai eszmeáramlatát, a kartezianizmust, amelynek alapvetései egyszersmind Apáczai pedagógiai és ismeretterjesztői munkásságához is szilárd eszmei alapot biztosítottak. Az élete fő művének tartott Magyar encyclopaedia (1655), az első magyar nyelvű enciklopédia Apáczai filozófiai, tudományos, pedagógiai és anyanyelvi törekvéseinek is méltó lenyomata.

### Művelődés- és eszmetörténeti háttér
A 17. századi Erdély művelődési áramlatai egyfelől meghatározták Apáczai munkálkodásának ihlető forrásait, másfelől törekvéseit kudarcra is ítélték. A század első évtizedeiben megnőtt a világi tudás, az iskolák szerepe, a literátusok (értelmiségiek) társadalmi elismertsége, amiben Bethlen Gábor fejedelem (ur. 1613–1629) is fontos szerepet vállalt. A reformáció 16–17. századi feudalizmusellenes irányzata, a puritanizmus eszméje és társadalmi-politikai haladáskoncepciója – amelynek erdélyi előretörése éppen Apáczai kolozsvári és gyulafehérvári diákévei alatt jutott forrpontra – fontos szerepet játszott világnézete alakulásában. Annál is inkább, mert a puritán szellemiség terjesztésében fontos feladatot láttak el az iskolák: a Nyugatról érkező vagy éppen nyugati egyetemeken képzett literátusok felismerték, hogy a dogmatikus iskolai oktatás reformja a társadalmi-gazdasági fejlődés biztosítéka. Megjelenésükig – a nyugat-európai reformációtól eltérően – az erdélyi református egyház a feudális berendezkedés feltétlen kiszolgálója és kiváltságos haszonélvezője volt, iskoláik pedig a református ortodoxia védőbástyáiként szolgáltak. Az egyház konzervatív vezetői, az ún. püspökösök vagy episzkopálisok elítélték a puritánus törekvéseket és igyekeztek elhallgattatni a változást sürgető hangokat. Bethlen fejedelem halálával (1629), a puritánus mozgalom fő vezéralakja, Tolnai Dali János színre lépésével (1638), majd a püspökösökkel tartó II. Rákóczi György trónra lépésével (1648) a régi és az új, a hagyományok és a haladás, a vallásos és a világi tudás közötti harc fokozatosan kiélesedett, a művelődési viszonyok békés fejlődésének reményét pedig Erdély 1658-as oszmán-tatár feldúlása vette el.
A 17. század közepén az oktatás szintén a „hagyományok” jegyében zajlott, a reformációval megszaporodó egyházi iskolák a puritánus törekvések ellenére továbbra is a vallási ortodoxia fellegvárai voltak. A tanítás középpontjában a klasszikus hét szabad művészet programja állt (nyelvtan, szónoklattan, dialektika stb.), az oktatás szabadságát pedig gúzsba kötötte a vallási dogmatizmus és a skolasztika módszerei: a tananyag, a nagy tömegű érthetetlen, öncélú tétel és szabály lélekölő bemagoltatása. Az egyházi iskolák legfőbb ambíciója a latin nyelv aprólékos megtanításán túlmenően hitszónokok és hitvitázók felkészítése volt. A kevésbé becsült tanítói hivatás nem volt más, mint a lelkésszé váláshoz vezető út kényszerű ideiglenes állomása. Az iskolák egyházi fenntartásban voltak, tanáraik a papokéival azonos képzésben részesültek, és őket is az egyház fizette.
Az Apáczai Csere János életművét meghatározó pedagógiai eszmék és törekvések magját felsőbb iskolai mesterei vetették el. Kolozsvári tanára, Porcsalmi András munkálkodása annak jegyében zajlott, hogy az életben is hasznosítható, praktikus ismeretek oktatása kerüljön előtérbe az iskolai tananyagban. Ő ismertette meg Apáczait Alsted műveivel, aki a létező világ jelenségeinek tapasztalati úton való megismerését, a tudás enciklopédikus összefoglalását tartotta elsőrendű fontosságúnak. Gyulafehérvári diákéveit professzora, Bisterfeld eszmeisége határozta meg, aki a természettudományok oktatásának híve volt, és egyedülálló módon fizikai kísérleteket is végzett a kollégiumban.
Hollandiai egyetemi évei sorsdöntőek voltak Apáczai gondolatvilágának és későbbi törekvéseinek alakulásában. Közelebbről megismerkedett egy fejlett polgári társadalom politikai, gazdasági, kulturális és oktatási vívmányaival, intézményrendszerével. A kolozsvári és gyulafehérvári tanáraitól magába szívott puritánus társadalmi eszmék a szomszédos Angliában 1649-ben győzelemre vezették a köztársaságot kikiáltó polgári forradalmat. Apáczai a polgári fejlődés tántoríthatatlan híve lett, ugyanakkor nyugati tapasztalatai tükrében bántották őt a hazai közállapotok, infrastrukturális és intellektuális értelemben egyaránt. Felismerte, hogy honfitársai gondolkodásmódját nem a fejlődés és a haladás igénye határozza meg, és elsőrendű feladata ennek a gondolkodásmódnak a megváltoztatása. Ennek zálogát a korszerű, világi tudományok bevezetésében látta egy átalakított, a skolasztikus filozófia és a dogmatikus teológia béklyóitól megszabadított oktatási rendszer keretében. Társadalomkritikájához és a megoldások kidolgozásához a Hollandiában megismert, a skolasztikával szakító filozófiai áramlatok tanításai teremtették meg az alapot: Ramus az ókori hagyományú, arisztotelészi gyökerű formalizmussal szembehelyezkedve, az isteni kinyilatkoztatás helyett az ember természetes bölcsességét jelölte meg az emberi tudás végső forrásául; Bacon a „tisztára mosott értelem” szószólójaként a tapasztalati és gyakorlati-kísérleti úton megszerzett tudásért (empirizmus), az okok és törvényszerűségek felismerésének fontosságáért szállt síkra; a szintén antiarisztoteliánus Descartes pedig ezzel összhangban a „természetes ész” uralmát hirdette, azt, hogy a tudományos igazságok fundamentuma a józan ész, és az így megszerzett igazságok segítik az embert a természet erőinek megszelídítésében, uralma alá hajtásában és ezzel további fejlődésében, tökéletesedésében.

### Filozófiai és teológiai eszméi
Apáczai filozófiai munkásságáról, pedagógiai életművének ismeretelméleti alapjairól szólva az utókor általában Descartes szellemiségének hatását emeli ki, az első magyar karteziánusok között említik nevét. Descartes racionalista, az arisztoteliánus formalizmussal szakító „felforgató” tanai éppen Apáczai hollandiai évei (1648–1653) során kezdték meghódítani a tudományos gondolkodást. Nem volt ez zökkenőmentes folyamat: Utrechtben például a kételkedés jogának karteziánus gondolatától elborzadó, konzervatív-peripatetikus egyetemi és városi vezetők mereven tiltották az új ideák terjedését (ahogy később, már Erdélyben, Apáczai püspökös ellenfelei is tették). A tiltás eredménytelennek bizonyult, tehetetlenek voltak a diákság körében népszerűségnek örvendő olyan karteziánus gondolkodókkal szemben, mint amilyen az Apáczait is oktató Henricus Regius, Descartes egyik legkedvesebb tanítványa volt. Noha az utrechti egyetem rektora – egyúttal Apáczai pártfogója –, Gisbertus Voetius a protestáns ortodoxia vezéralakja volt („az utrechti pápa”), az egyetem a felszín alatt az új filozófia híveinek egyik legfontosabb kibocsátó helyévé vált, s innen tért haza Erdélybe 1653-ban Apáczai Csere János is.
Apáczai valóban a kartezianizmus legkorábbi magyar követői közé tartozott, tanítványai közül pedig Csernátoni Pál és Köpeczi János vitték tovább Erdélyben Descartes szellemiségét. Az azonban, hogy filozófiai gondolkodásának a kartezianizmus lett volna meghatározó szellemi forrása, a kor megannyi eszmei áramlatának hatása alatt álló, szükségszerűen eklektikus gondolatvilágának leegyszerűsítése. Számot kell vetni azzal is, hogy a kartezianizmus egy fejlett polgári társadalom terméke volt, a magyar és erdélyi közgondolkodás állapota csak a 18. században tette lehetővé a teológiai gondolkodástól való elszakadást, a descartes-i tanok teljes megértését. A szövegkritikai kutatások már rámutattak, hogy Apáczai nem ismerte behatóan Descartes 1637-ben kiadott fő művét, az újkori racionalizmus Értekezés a módszerről című alapvetését. Kartezianizmusának forrása leginkább Descartes 1644-ben megjelent ismeretelméleti-természetfilozófiai munkája, A filozófia alapelvei volt. A Magyar encyclopaedia első, még 1653-ban írt tudományelméleti fejezete gyakorlatilag ennek a részleges kivonatolása és fordítása, amelyből azonban a descartes-i metafizika olyan lényeges elemei maradtak ki, mint a szubsztancia, a módusz vagy a res cogitans kifejtése. Ilyenformán a legfontosabb Apáczai-mű, a Magyar encyclopaedia éppenséggel nem szerzője karteziánus elmélyültségéről tanúskodik. Későbbi életútjának kevesebb figyelmet kapó mérföldkövei azonban, a Disputatio philosophica de mente humana (’Filozófiai értekezés az emberi értelemről’) vagy a Philosophia naturalis (’Természetfilozófia’) már érett karteziánus ismeretelméleti gondolatokat tartalmaznak. Ez arról vall, hogy Apáczai élete során folyamatosan tanulmányozta Descartes szellemiségét és egyre közelebb került megértéséhez, jóllehet a karteziánus rendszer egészének még korához mérten sem lett biztos kezű mestere. Ennek Bán Imre két legfontosabb okát abban látta, hogy egyfelől Apáczai matematikai felkészültsége elmaradt kora tudományosságától, holott a descartes-i elvek éppen a mennyiségtan módszereiből merítkezve fogantak meg, másfelől pedig az élete korai szakaszától kezdve magáévá tett puritánus gondolkodás biblicizmusa nem engedte a racionalizmusnak való teljes behódolást. Valóban, könyveiben, beszédeiben és írásaiban erőteljesen kitapintható Ramus formális – a kartezianizmussal nehezen összeegyeztethető – logikájának hatása, amelynek olyan, Apáczai által nagy becsben tartott puritánus tudósok voltak a követői, mint Ames vagy Fenner. A kartezianizmus társadalmi kérdésekben konzervatív álláspontot foglalt el, nem nyújtott eligazítást, itt Apáczai szintén elsősorban a puritánus, de politikai kérdésekben radikális, a népfelség elvét hirdető Althusius és Fenner munkásságára támaszkodott. Bán Imre az egyik legérettebb karteziánus Apáczai-munka, a Disputatio philosophica de mente humana elemzése kapcsán is arra jutott, hogy lapjain a descartes-i szellemiség merev és formális filozófiai elemeinek továbbgondolásától elzárkózó, a skolasztikus teológiától elszakadni képtelen puritánus gondolkodó alakja rajzolódik ki.
A 16–17. században a filozófia még Európa nyugati felében sem vált el egészen a metafizikai gondolkodástól, Erdélyben pedig ez hatványozottan igaz volt: a filozófia szükségszerűen teológiai alapokon állt. Apáczai filozófiai eszmeisége tehát nem választható el teológiai gondolkodásától. Felmerül a kérdés, hogy miként egyeztette össze a puritánus mozgalom etikáját és a kálvinizmus hittételeit a teológiai igazságok hegemóniájával birokra kelő karteziánus bölcselet tanaival. A puritán felfogás szerint az embert az Isten törvényeinek követése vezeti el a hit világosságába. Amikor tehát Descartes a természet törvényeinek megismerésére ösztönöz – így Apáczai –, ennek engedelmeskedve vizsgálatunk tárgya valójában a teremtő Isten törvényeinek vizsgálata. Teológia és természettudomány általában is felfogásának egymást kiegészítő, egyensúlyban lévő elemei voltak. Gondolkodásában a teológiai és filozófiai igazságok – vagy az ő szavaival a Szentírásból kiinduló, „a kegyelem világosságánál”, illetve a tapasztalati úton, „a természet világosságánál felismerhető” tudás – jól megfértek egymással. Ezt mi sem illusztrálja jobban, mint hogy a Biblia teremtéstörténetét és Descartes-nak a világ keletkezéséről, az anyag szerkezetéről alkotott kozmogóniai elméletét egyaránt ismertette. Későbbi művében, a Philosophia naturalisban már a mózesi teremtéstörténet természettudományos magyarázatára is kísérletet tett. Hasonlóképpen, amikor vallás és iskolaügy kapcsolatára utalt, Apáczai – a nagy előd Comeniusszal ellentétben – nem rendelte az iskolát a vallásos hit mögé, Baconnel és Descartes-tal összhangban nem tartotta az isteni igazságot magasabb rendűnek az emberi bölcsesség igazságánál. A racionalizmusnak Apáczai teológiai gondolkodására gyakorolt hatását jelzi, hogy – protestáns mestereivel és példaképeivel, például Alsteddal, Bisterfelddel, Comeniusszal szemben – nem mutatott fogékonyságot a misztikus chiliazmusra, vagyis Krisztus és a végítélet közeli eljövetelébe vetett hitre.
Apáczai szűkebben vett teológiai gondolkodását tekintve, a vallási nézeteibe való betekintést a Hollandiában készült és kinyomtatott teológiai értekezései kapcsán megnehezíti, hogy mind Utrechtben, mind Harderwijkben antikarteziánus egyetemi tanárok előtt kellett teológiai kérdésekben érvelnie. Az 1650-es, a Szentírás értelmezéséről szóló utrechti disputációban ráadásul nem is saját gondolatait olvassuk: a diák Apáczai tanára, Voetius tomista nézeteinek előadását és megvédését kapta feladatául. 1651-ben Harderwijkben megvédett, a bűnbeesésről írott doktori értekezése már saját, eredeti munkája, viszont érthető okokból nem hangoztatta karteziánus meggyőződését. Az abban leírtak ortodox szellemiségét nem tükrözik a később – a Magyar encyclopaedia és iskolai beszédei lapjain – az oktatás kapcsán kifejtett teológiai eszmefuttatásai. Ez utóbbiakban Althusius és Bacon fejtegetéseihez visszanyúlva az első emberpár, Ádám és Éva bűnbeesésével magyarázta az iskolák feladatát: a Paradicsomban elveszett bölcsesség visszaszerzése tapasztalati úton, megfigyeléssel és elemzéssel – más szóval tanulással. Mindennek célja, hangoztatta több helyütt, a tudás révén igaz emberek kiformálása, akik a barbárságból felemelkedve az egyházi élet fennmaradásának is zálogai. Apáczai a Magyar encyclopaediában ugyan átvette a karteziánus istenbizonyítás tételét, a racionalizmus kritikai szemléletét azonban nem érvényesítette teológiai gondolkodása egészében. A mű tizenegyedik, teológiai fejezetében elsősorban a puritánus Ames 1623-as művére, az évszázados református tradíciót tükröző Medulla theologiaere támaszkodott, de a Szent Ágoston óta eltelt korok legfőbb hitvallásait is szintetizálta művében. Apáczai tolmácsolását áthatja a krisztológiai dogmatika, a helvét hitvallás és a heidelbergi káté szelleme. Így például dogmatikus álláspontot képviselt a predesztináció, a bűnbeesés és az eredendő bűn kérdésében, skolasztikus színezettel tárgyalta az isteni gondviselést, ahogy azt is leszögezte, hogy az emberi bölcsesség alkotta fogalmak esetlegesek és tökéletlenek, az egyetlen, elmétől és tudástól független, magában is tökéletes jelenvaló az Isten. Meny Ország ki nyittatott edgjetlen-egy szoros kapuja címen fennmaradt kéziratos munkája, annotált idézetgyűjteménye – különösen a predesztinációra vonatkozó passzusai – a kálvini tanoknál is merevebb, a dordrechti zsinat kánonjait idéző dogmatizmusról vall.
Az előtte járó puritánus gondolkodókkal, például Althusiusszal és Fennerrel összhangban Apáczai is a Szentírásból, Isten parancsaként vezette le társadalmi ideáját, az uralkodók feletti népfelség elvét, de a köztársasági eszméhez – hollandiai tapasztalatai ellenére – nem jutott el. A Magyar encyclopaedia lapjain olvasható, főként Fennerhez visszanyúló fejtegetésében Apáczai kendőzetlenül írta le, hogy az isteni szövetség a népet a zsarnok elkergetésére, de akár megölésére is felhatalmazza. Hogy efféle gondolatok megfogalmazása – különösen az 1649-es angliai királygyilkosság után – mennyire veszedelmes politikai nyilatkozat lehetett Apáczai korában, ezt jelzi az is, hogy az idevonatkozó passzusokat még a Magyar encyclopaedia 1803-as újrakiadásából is kicenzúrázták.

### Tudományos szemlélete

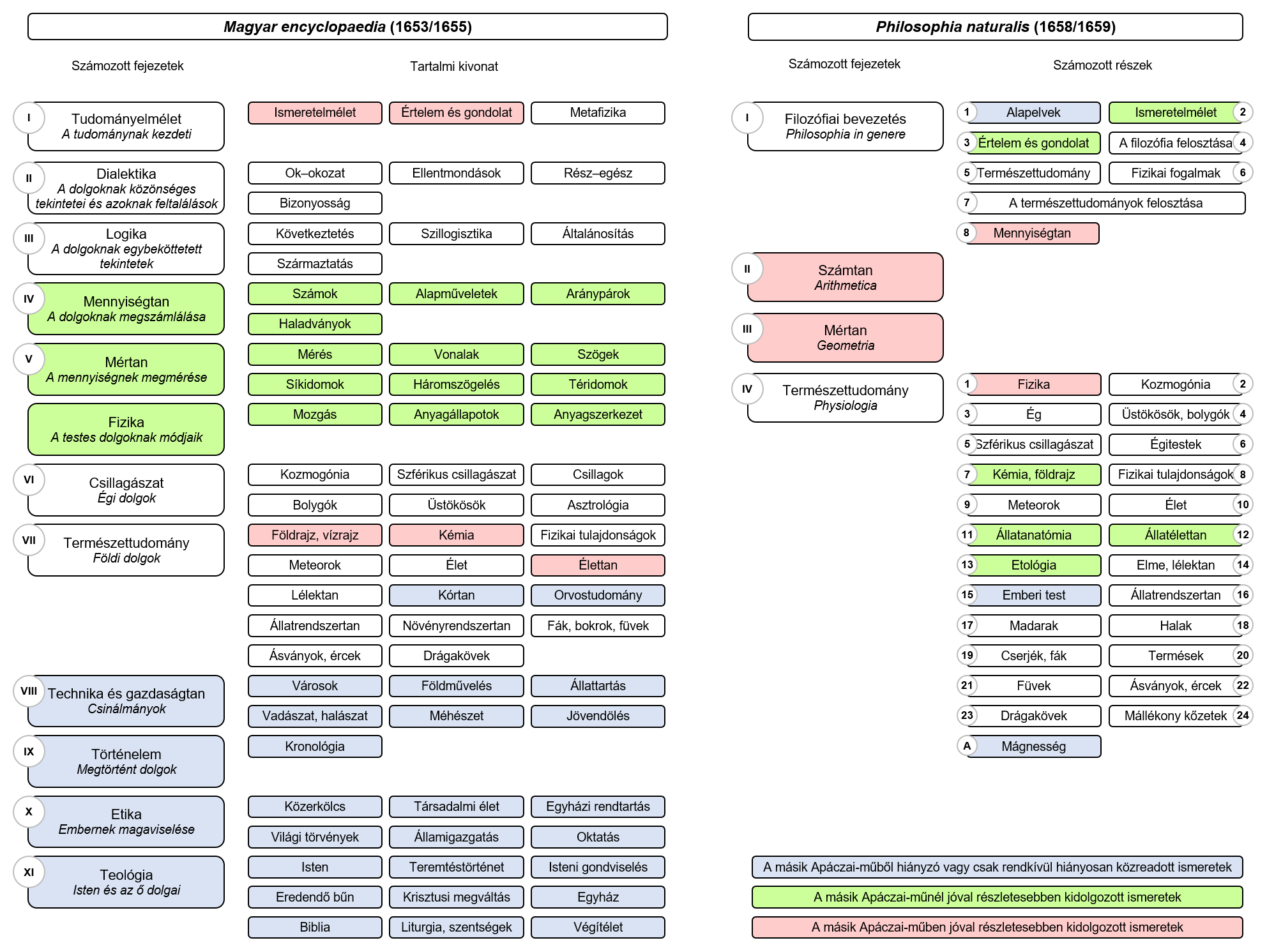
A Magyar encyclopaedia és a Philosophia naturalis tartalmi vázának összevetése Bán Imre elemzése alapján. Az Apáczai használta kifejezések csak a fejezetcímeknél szerepelnek, egyébként mindenhol a mai fogalmaink szerinti szavak jelölik a tudományos részterületeket

Apáczai korai tanulmányaitól kezdve számos ösztönzést kapott a tudományos ismeretek enciklopédikus összefoglalására. A kolozsvári iskolában mestere, Porcsalmi András többször megmutatta neki jegyzeteit, amelyekben a kor tudományos eredményeit foglalta össze, és növendékét is hasonló munka elkészítésére buzdította. Apáczai nagy szorgalommal már kolozsvári diáksága során készített is ilyen másolatokat és kivonatokat. Gyulafehérvárott Bisterfeld példája sarkallta a fiatal Apáczait az enciklopédikus tudás megszerzésére és a rendszerben gondolkodás elsajátítására, hatására még Johann Heinrich Alsted 1630-ban megjelent Encyclopaedia philosophiae című ismerettárát is lemásolta. Utrechti tanára, a memóriájáról és enciklopédikus tudásáról nevezetes Voetius ismeretsége további ösztönzőerőül szolgált, és Apáczai itt kezdte el a nevezetesebb tudományos áttekintéseket kivonatolva – ekkor még latin nyelvű és eleinte Ars artium (’Mesterségek mestersége’), majd Pasoptron (’Mindent mutató tükör’) munkacímű – tudománytára összeállítását. Ezek az első lépések vezettek el végül a tudományos ismereteket immár magyar nyelven összefoglaló Magyar encyclopaedia megszületéséhez.
A mű szerkezete, a tudományok rendszerezése ugyan magán viseli a korai Alsted-élmény nyomait is, de elsősorban a kartezianizmus hatásáról vall. Apáczai biztos kézzel érvényesítette a descartes-i „clare et distincte” ismeretkritérium elvét abban, ahogy az ismeretelmélettől indítva halad az elvontabb tudományszakokon – dialektikán és logikán – keresztül a valóság megismerését megalapozó mennyiségtanon és mértanon át a természettudományok taglalásáig. Ezt követően azonban már főként Alsted a minta, ahogy Apáczai a technikai, történelmi és erkölcstani ismereteken kalauzolja végig olvasóját, hogy a teológiai fejezettel zárja le művét. Az utolsó fejezetek kevésbé átgondolt sorrendiségét nem tekintve a Magyar encyclopaedia egyik nagy erénye ez a karteziánus tudományszemlélet, hogy az általa összefoglalt ismereteket forrásaitól elszakadva újrarendszerezve, az egyszerűtől a bonyolult felé haladó új szerkezeti rendben tárja olvasói elé. A hetedik fejezet után észlelhető következetlenség könnyen annak számlájára írható, hogy 1653-as gyulafehérvári fiaskóját követően Apáczai sietett a megíratlan fejezetek befejezésével. Erre utal az is, hogy az előszóban még említett nyelvészeti-retorikai fejezetet – egyik legkedvesebb stúdiumát! – végül ki sem dolgozta, és így nem került be az enciklopédiába.
A tartalmi arányokat tekintve a Magyar encyclopaedia elsősorban természettudományos munka: a könyv 412 oldalának csaknem kétharmadát teszik ki a jobbára descartes-i természetmagyarázattal ismertetett reáliák, míg a filozófiai alapvetésre csupán 26, a társadalomtudományokra 74, a teológiára pedig 47 oldal jut. Az utókor gyakran illette Apáczait azzal a váddal, hogy műve nem eredeti, csupán mások eredményeinek összeollózása. Jóllehet, ezt maga Apáczai sem tagadta, bevallott célkitűzése az elérhető tudományos ismeretek összegzése volt, és forrásait minden esetben aprólékos gonddal fel is tüntette. A Magyar encyclopaedia nem eredeti mű tehát, viszont elévülhetetlen érdeme, hogy szerzője a skolasztika elvont tanaival szemben főként természettudományos ismereteket közvetített, és lapjain lehetett először magyarul olvasni a descartes-i ismeretelméleten és metafizikán kívül az ugyancsak Descartes által kidolgozott kozmogóniáról, fénytanról és lélektanról, de itt szólaltak meg először magyarul a Descartes-tanítvány Regius fizikai, légkörfizikai, hangtani, csillagászati, kémiai, élettani, kórtani, orvostudományi és általános növénytani eredményei, ahogy a copernicusi heliocentrikus világkép és a Harvey-féle vérkeringés-elmélet ismertetése is. A logikai fejezetet Ramus és Ames alapján dolgozta ki, ahogy a szintén ramista Scriboniustól merített egyes csillagászati, légkörfizikai, növény- és ásványtani témákhoz is. Más tudományterületeken forrásai elsősorban a puritánus tudományos hagyományok nagy nevű képviselői voltak. Az enciklopédista Alsted munkásságát hasznosította néhány mennyiségtani, csillagászati, állat-, növény- és ásványtani részterület, valamint a földrajzi, technikai-gazdaságtani és erkölcstani fejezet nagy részéhez is. Fenner szolgált egyes jogtudományi, társadalmi, egyház- és államigazgatási fejezetek, Althusius pedig az államigazgatásról, politikáról szóló summázatok kútfőjéül. Apáczai főbb forrásait újra végigtekintve megállapítható, hogy Ramus és Scribonius kivételével a 17. század első felének haladó szemléletű tudományos eredményeit dolgozta fel.
Noha a Magyar encyclopaedia célja szerint a magyar nyelvű oktatás segédanyagának készült, kora ismereteit mégis magas fokon tükrözi. Ez alól egyedül a Ramus alapján készült mennyiségtani fejezet kivétel, amelyből olyan jelentős és Apáczai korában már jól ismert témák kifejtését hagyta ki, mint az algebra vagy az aritmetikán belül a hatvány és a gyökvonás. Meglepő lehet Apáczai döntése a történelmi fejezet összeállításában is: a történetírás szempontjainak ismertetése helyett csupán száraz eseménykronológiát közölt. Apáczai tudományfelfogásának eklekticizmusát jól illusztrálja, hogy noha a korszerű tudományos eredmények, a természettudományok haladó szemléletű közreadására törekedett, a Magyar encyclopaediában mégis bőven tárgyalt vagy gyakorta említett olyan középkori, vagy nemritkán ókori hagyományú hiedelmeket, mint az állat- és növényvilágot benépesítő legendás lények (baziliszkuszok, egyszarvúak stb.), a 13. század szintjén álló alkímiai ismeretek, népi időjárásjósló bölcsességek, babonaságokkal terhelt egészségügyi tanácsok és agrármítoszok, vagy éppen a bolygóállások hatását „ismertető” asztrológiai részek.
Vélhetően 1659-ben, de talán már 1658-ban állította össze azt a 204 oldalas, Philosophia naturalis (’Természetfilozófia’) című tanítói jegyzetet, amely Porcsalmi András 1661-ben befejezett átiratában maradt fenn. Gyalui Farkas a 19. század végén még úgy vélte, ez csupán a Magyar encyclopaedia kevésbé részletező, leegyszerűsített szerkezetű és tartalmú, latin nyelvű átirata. Bán Imre elemzése azonban más megvilágításba helyezte a kézirat jelentőségét. Véleménye szerint a Philosophia naturalis első része a Magyar encyclopaediáénál érettebb karteziánus ismeretelméleti gondolatokat felvillantó Apáczai-mű, utolsó része pedig a természettudományokat rendszerező, hullámzó minőségű összefoglaló munka. A kézirat négy fejezetből áll (philosophia, arithmetica, geometria és physiologia), de csak a tudományos gondolkodásról szóló első és a természettudományos ismereteket összefoglaló utolsó fejezet lett kidolgozva. Noha a kézirat elsősorban valóban tanítói jegyzet volt, nem lehetetlen, hogy Apáczai célja a Magyar encyclopaedia természettudományokról szóló részeinek kibővítése lehetett. Bár a Philosophia naturalis forrásai csupán csekély mértékben bővültek a Magyar encyclopaediához képest, mégis árnyaltabban tárgyalta a descartes-i ismeretelmélet alapelveit (evidencia, analízis, dedukció, felsorolás), az elme, az éntudat, az érzékelés ismérveit, az értelem és tévedés összefüggéseit. Emellett jobban elmélyedt a részletekben, amikor földrajzi adatokat sorolt fel, rendszertani fejezetekre bontva az állatok természetrajzi, élettani és anatómiai sajátosságairól írt vagy a mágnesség, a mágneses elhajlás természetét taglalta. Egyúttal kidolgozott olyan fejezeteket is, amelyek az 1655-ös enciklopédiából teljesen hiányoztak (az ember élettani jellemzői, rasszok, nyelvek és vallások).

### Pedagógiai eszméi
Apáczai törekvéseit a Hollandiából való hazatérését (1653) követő években a korszerű oktatásért folyó lankadatlan harc határozta meg és emésztette fel. Írásainak és beszédeinek vissza-visszatérő elemeként a hagyomány és a haladás hívei közti konfliktust e két ellentétesnek tűnő törekvés összeegyeztetésével kívánta feloldani. Azt vallotta, hogy a hagyománytisztelet nem lehet a régihez való görcsös ragaszkodás, ezzel szemben az erdélyi reformátusság múltjában éppen azokat a hagyományokat kell felismerni és továbbvinni, amelyek eleiket a haladás irányába mozdították. Bocskai és Bethlen művelődésszervező törekvései jelképezik azt a „régi”-t és azt a hagyományt, amelyek a jelenben is további munkálkodásra kell hogy ösztönözzék az Erdély felemelkedéséért dolgozókat.
A nyugati filozófusok tanításaival felvértezve munkálkodásának – Comenius szellemiségében és Porcsalmi törekvéseiben is tükröződő – egyik leghangsúlyosabb eleme az volt, hogy a skolasztikus és dogmatikus keretek közül kitörve az ifjúságot spekulatív tudás helyett valódi, saját szavaival „szükséges és hasznos” ismeretekkel vértezze fel. Vallotta, hogy a megszerzendő tudás nem lehet pusztán elméleti jelentőségű, elengedhetetlen a valóság megismerése, a gyakorlati tudnivalók megszerzése is. A baconi és descartes-i elvekhez hozzátette a maga erdélyi programját: a megszerzendő tudás nem csupán a természeti jelenségek megismerését és igába vonását kell hogy szolgálja, hanem szűkebb pátriája művelődésbeli, társadalmi és gazdasági felzárkózását is. Credójában világosan rámutatott: hite szerint a felemelkedés és a haza megmaradásának kulcsa az iskola, az oktatás (Bán Imre szavaival ez volna a „pedagógiai optimizmus”). Az elődök Nyugat-Európából hoztak tudósokat, mestereket és művészeket Erdélybe, hogy így szolgálják az ország felemelkedését, vagy éppen Nyugaton tanult fiatal erdélyiekre bízták ezt a munkát; itt az ideje saját soraikból az erdélyi hazában kiművelni ezeket az emberfőket, ehhez viszont a Nyugaton megismert korszerű oktatási intézményekre és tanulmányi rendre van szükség.
Ugyanakkor világosan látta, hogy forradalmat nem vihet végbe: a hagyományos iskolai tantárgyak kivezetéséről szó sem lehetett, más szóval a természettudományos oktatás óhatatlanul a diákságot terhelő tananyag megsokasodásával járt volna. E dilemma feloldásában is segítségére volt a karteziánus ismeretelmélet, amely arra buzdított, hogy felismerjük a jelenségeket és folyamatokat magyarázó kis számú princípiumot. Más szóval elegendő az ifjúságot az alapvető törvényszerűségekkel és összefüggésekkel megismertetni, és ez megnyitja az utat a környező világ teljes megértéséhez. Apáczai ellenezte a rutinszerű memoritereket, vallotta, hogy a tanár feladata a lényeg kiemelése és hatékony átadása, példákkal való szemléltetése, majd gyakorlás, ismétlés és alkalmazás útján az új ismeretanyag bevésése. Tanítványa, Bethlen Miklós emlékirataiból ismert, hogy Apáczai a gyulafehérvári kollégiumban szemléltetőeszközökkel tartott fizika- és földrajzórákat, emellett Vergilius mezőgazdasági ismereteket összefoglaló Georgicájának természettudományos hátterével ismertette meg tanítványait.
Apáczai az 1655-ben megjelent Magyar encyclopaedia etikai fejezetének (Az Embernek maga viseléséröl) egyik passzusában foglalta össze, mi várható el tanártól és diáktól egyaránt a sikeres együttműködés, az iskolai előmenetel érdekében. Puritán felfogása tükröződik ezekben a részben egyébként napjainkban is korszerű elvárásokban: a jó tanár erkölcsös életet él, példát mutat, a diákok egyéni tanulási igényeit felismeri, tanítása érthető és egyszerű, a már megtanultakat ismételteti és rájuk vissza-visszatér, a testi fenyítéstől óvakodik és biztosítja a tanuláson felüli pihenőidőt. A diákokkal kapcsolatos elvárásai némileg ábrándosabbak: legyen bennük tudásszomj és lebegjen szemük előtt egy-egy nagyratörő terv, amelyért szívós és kitartó figyelemmel, vasszorgalommal leküzdik az akadályokat, tartózkodnak a bűntől, a restségtől, a haszontalan mulatságoktól. Ez utóbbi, a diákság kicsapongó életmódja vélhetően vissza-visszatérő gond lehetett Gyulafehérvárott, mert Apáczai az 1654-ben megjelent Magyar logicatska függelékeként, Tanács, mellyet Joachymus Fortius ád… címmel magyar nyelven és tanár–diák közötti párbeszédes formában közreadta az előző században alkotott humanista Joachim Fortius Ringelbergius erkölcsi útmutatóját. A tanárok és tanulók iránti elvárások megfogalmazására nem valamiféle öncélú, magasabb rendű morális alapállás késztette Apáczait. Egyszerűen a tanári hivatástudat és a diákság motivációinak megerősítésében is az oktatásügy előmozdításának eszközét látta. Világosan látta, hogy az oktatás kiteljesedésének legfőbb akadálya az általános gondolkodásmód és a maradiság mellett az, hogy az egyházi berkekben lenézett pedagógusi hivatásnak még a tanárok körében sincs becsülete, csupán kényszerű köztes állapot a lelkésszé válás előtt, és hogy a diákok jelentős része csupán a jobbágysorból, a robottól szabadulni vágyván, a papi állás reményében és valódi tudásszomj híján adja fejét a kollégiumra. Tanítványa, Bethlen Miklós egy elejtett megjegyzése arra utal, hogy Apáczai valóban rendet és fegyelmet követelt meg iskolájában és annak diákszállásán. A jobbágyi sorból kitörő diákok motiválatlanságát és restségét különösen erős szavakkal ostorozta 1656-os kolozsvári katedrafoglaló beszédében, amit egyes életrajzírói úgy értelmeztek, hogy a jobbágyok felemelkedése ellen szólt. Bán Imre mutatott rá, hogy Apáczaiból valójában a reálpolitikus szólalt meg, és nem a jobbágy ifjak társadalmi előrejutása ellen szólt, hanem a nemesi családok fiait hiányolta a közoktatásból, pedig meglátása szerint soraikból kerülhetett volna ki a polgári társadalom értelmiségi-hivatalnoki derékhada.

### Nyelvpedagógiai eszméi
A kor iskoláiban a latin nyelv mélyreható ismerete volt minden tudás alfája és ómegája, a reáliák korszerű oktatása mellett az anyanyelv is kiszorult a tanintézetek falai közül. A karteziánus ismeretelmélet és az enciklopédikus műveltség meggyökereztetése mellett Apáczai munkásságának másik fontos eredménye az anyanyelvi oktatás jelentőségének felismerése volt. Ezen a ponton ismét lehet a nagy cseh pedagógus, a nemzeti nyelvű oktatás mellett lándzsát törő Comenius hatására utalni, akinek munkáit a gyulafehérvári kollégium puritánus tanárai fordították magyarra még Apáczai diákévei során, valamint az utrechti rektorával, Voetiusszal lezajlott bizalmas beszélgetésekre, amelyekben idős mentora a nemzeti nyelvű tudomány alapjainak lefektetésére buzdította tanítványát. Nem hallgatható el azoknak az elődöknek – a szintén puritánus Szenczi Molnár Albertnek vagy Mikolai Hegedüs Jánosnak – az esetleges hatása sem, akik már a korábbi évtizedekben a magyar nyelven folyó oktatásért szálltak síkra, azt pedig Apáczai saját közléseiből tudjuk, hogy nagyra tartotta Keresztúri Bíró Pál nyelvtanítási módszereit.
A gyulafehérvári 1653-as beköszöntő beszédében előterjesztett oktatási reformtervezet fontos eleme volt, hogy a kollégiumba kerülő diákok a két alsóbb osztályban először anyanyelvükön tanuljanak meg írni-olvasni és azon sajátítsák el az alapismereteket is (az ő tansegédletük lett volna a Magyar encyclopaedia), s csak ezután vezessék be őket más nyelvek rejtelmeibe, de nem a szintaxis és grammatika memoriterje, hanem gyakorlás, fordítás és szövegelemzés útján. 1653-as reformtervének merev visszautasítása nem szegte kedvét, sőt, távlatosabb ambíciókat dédelgetett: a Magyar encyclopaedia ezt követően megírt tizedik fejezetében már az anyanyelvi oktatást nyújtó, a fiúk mellett a lányokat is befogadó falusi népiskolák felállításának szükségességéről értekezett, majd 1656. novemberi kolozsvári beköszöntő beszédében ismét hosszan taglalta az anyanyelvi oktatás jelentőségét. Ez, az anyanyelvi oktatás volt végső soron a másik fontos igény, amely a Magyar encyclopaedia megszületéséhez vezetett. A könyv ugyanis nem abban az értelemben enciklopédia, hogy kora tudását a legmagasabb szinten foglalná össze, Apáczai sokkal inkább tanítási segédletnek, az órai anyagot kiegészítő, magyar nyelvű tankönyvnek szánta, főként 13-16 éves diákok számára. A könyv előszavában maga látta el oktatási vezérfonallal a tanítókat, milyen sorrendben haladjanak a könyv fejezeteivel a legegyszerűbb témáktól az összetettebb ismeretek felé – íme egy újabb karteziánus gondolat, a szisztematikus dedukció elve. Arra, hogy végül Apáczai mennyiben tudta legalább saját tanári gyakorlatában érvényesíteni az anyanyelvi oktatásra vonatkozó elveit, nincs közvetlen adatunk. Ismert, hogy Vergilius Georgicájából már Gyulafehérvárott egész passzusokat fordított magyarra diákjainak, de feltehető, hogy a tananyag kiegészítő magyarázatait olykor a Magyar encyclopaedia segítségével, magyarul adta meg.
Egyetemi évei egybeestek a holland orientalisztika, a héber és arab nyelvi stúdiumok virágkorával, a filológiai érdeklődésű Apáczai előszeretettel látogatta ezeket az előadásokat. A harderwijki egyetem vezetősége már 1651-es doktori avatási meghívóján is a növendék közel-keleti nyelvekben való jártasságát emelte ki. Orientalisztikai érdeklődését igazolja az az 1652 végén az utrechti egyetemen megesett vita is, amely közte és a fiatal hebraista professzor, Johann Leusden között zajlott le az Izrael istenét jelölő JHVH helyes kiejtése tárgyában, és a későbbi években még nyomtatásban is megfeleltek egymásnak ebben a kérdéskörben. Nem véletlen tehát, hogy Apáczai oktatási elképzeléseinek további ambiciózus nyelvpedagógiai eleme volt – az alapiskolai magyaroktatás elsőbbsége mellett –, hogy a felsőbb iskolákban a latin mellett az ógörög, a héber és lehetőleg az arab nyelvet is oktassák. Humanista hévvel úgy vélte, e nyelvek ismerete elengedhetetlen a tudományos eredményekben való elmélyedéshez, nem utolsósorban pedig az alapos teológiai felkészültség megszerzéséhez. A kollégiumok alsóbb osztályaiban tanító kollaborátorokra, tanítókra bízni mindezt azonban megalapozatlan tervnek tűnt.

### Iskolaszervezési tervei
1653. novemberi gyulafehérvári beköszöntő beszédében (Oratio de studio sapientiae…) Apáczai egyebek mellett ismertette a hallgatósággal oktatási reformtervezetét is. Ebben, a helyi sajátságokkal tisztában lévén, még nem gyökeres átalakításokat szorgalmazott, de tervezetének elfogadása így is a tanmenet számottevő átalakításával járt volna. A jelentősen megkönnyített alsóbb két osztály (triviális tagozat) elvégzését követően a diákok záróvizsgát tettek volna, majd a kialakítandó öt fakultás valamelyikén folytathatták volna tanulmányaikat (latinretorika-történelem, logika-metafizika, matematika-asztronómia-zene, fizika-orvostudomány, teológia-jog). A differenciált képzés bevezetése az egyházi célú teológusképzés hegemóniáját kívánta megszüntetni, egyúttal bevezette volna a világi tudományokban kiművelt, világi hivatást vállaló emberfők helybeni kiművelését. Tervezetének további nagy előnye lett volna, hogy a pénzügyi erőforrásokhoz igazodva nem igényelte a tanári kar megnövelését, egyszerűen az alsóbb osztályok magisztereit terelte volna át a felsőbb fakultások valamelyikébe. Tervezetének megvitatását azzal bízta hallgatóságára, hogy a megújuló sárospataki és váradi kollégiumok példájára utalva megjegyezte, ezek mögött nem maradhat el a fehérvári skóla sem. Azt is hozzáfűzte, hogy egyetlenegy tudományban sem jeleskedhet az, aki a többi tudományról nem rendelkezik ismeretekkel. Sokak által idézett, elhíresült saját szavaival: „a tisztán logikus [azaz logikával foglalkozó] tisztán szamár”.
1653-as oktatási reformtervezete nem talált értő fülekre, a világi és egyházi hatalmasságok elutasították nagyratörő terveinek végrehajtását, tanártársai pedig feladataik megsokasodásától tartottak, egyedül a diákság fogadta kitörő lelkesedéssel a fiatal osztálytanár gondolatait. A Magyar encyclopaedia ezt követően megírt tizedik fejezetében megismételte reformtervezetét, de némiképp finomította korábbi elképzeléseit: a kettő mellé egy harmadik alsóbb (triviális) osztályt is létrehozott volna, amely a korábbi tervezetben még a főiskolai képzés retorikai-történelmi fakultása volt. A megmaradt négy fakultás szakirányait is átszabta némiképp, kialakított egy tisztán logikai fakultást, a korábbi teológiai-jogi fakultás tananyagából pedig a jogot kivette, és helyette magánerkölccsel („ökönómia”), egyházigazgatással („ekkléziasztika”) és politikával bővítette a teológiai képzést.

A kolozsvári iskolába történt kinevezése után, 1656. november 20-án megtartott beköszöntő beszédében – Oratio de summa scholarum necessitate (’Beszéd az iskolák fölöttébb szükséges voltáról’) – már nem tanmenetről és szerkezeti átalakításokról beszélt, bár vázlatosan ismertette elképzeléseit. Az őt ért kudarcok időközben ráébreszthették, hogy a haladással szembehelyezkedő fejedelem és a református egyház meggyőzése és oktatási reformok helyett először az oktatás fontosságát kell elismertetnie a szélesebb közvéleménnyel. Beszédében tehát kemény szavakkal ostorozta az elmaradottságot és eszményítette az emberi tudást, majd – részben Johannes Althusius és egykori tanára, Gisbertus Voetius gondolataiból kiindulva – hosszan taglalta az oktatás jelentőségét, amelynek tökéletesítése megnyitja az utat a társadalmi, művelődési és gazdasági felemelkedéshez, a közegészségügy javulásához. Ebben a beszédében öltött formát először a gondolat, amely két évvel később felvázolt egyetemalapítási tervezetében csúcsosodott ki: a meglévő kollégiumok helyett egy hazai tudományegyetem feladata lehetne, hogy a diákokat a magasabb tudományokba, és főként a természettudományokba bevezesse. Az 1658-as év folyamán kidolgozott és az év végén Barcsay fejedelemnek A magyar nemzetben immár elvégtére egy Académia felállításának módgya és formája címmel benyújtott akadémiai (tkp. tudományegyetemi) tervezetében elsősorban pénzügyi szempontból vizsgálta meg, miként finanszírozhatná a fejedelem a nehéz időkben is egy tudományegyetem felállítását. Eszmeisége valóban puritán volt: végeredményben az 1658-ban elpusztult gyulafehérvári kollégium fenntartási költségeiből kivitelezhetőnek látta a tervet, de ez a tanárok bevett javadalmazásánál és a diákoknak járó alumnuspénznél lényegesen alacsonyabb összegekkel járt volna. Végeredményben meglátása szerint a triviális tagozatot nélkülöző, azaz csak felsőfokú tanulmányokat nyújtó, latin tannyelvű akadémia száz diákot segíthetne tudományos fokozathoz jutni tizenegy – legalább felerészt magyar – tanár közreműködésével. A képzési időt két részre osztotta: az első öt-hat esztendőben retorikai, dialektikai, matematikai, fizikai, asztronómiai, etikai és politikai képzésben részesülnének a tanulók, akik a sikeres záróvizsga letételét követően az artium magister fokozatot nyernék el. Ezt követően öt éven át a három – teológiai, jogtudományi, orvostudományi – fakultás valamelyikén folytathatnák tanulmányaikat – illetve a teológusnövendékek ezt megelőzően még további két évet ógörög- és hébertanulással töltenének –, tanulmányaik végén pedig az alumnusok a doktori vizsga sikeres letételével a nemességet is elnyernék. Az egyetem szolgálatában konyha, nyomda, könyvtár és botanikus kert létesítését is szorgalmazta.

### Nyelvújítási eredményei
A magyar tudománytörténet szempontjából Apáczai fő műve, a Magyar encyclopaedia egyik legjelentősebb törekvése, hogy szerzője az eladdig csak idegen nyelveken elérhető tudományos ismeretanyagot elsőként kívánta magyar nyelven közreadni. Nem csupán magyar földön, de Európa keleti felében is egyedülálló kezdeményezésnek számított egy nemzeti nyelvű enciklopédia kiadása. A humanizmus és a reformáció törekvéseiben egyaránt fontos szerepet játszott az anyanyelvi kultúra kibontakoztatása és a nyelvművelő szándék, elsősorban a Biblia és hitvitázó iratok magyarításának igényével. A 17. század közepéig számottevő vallásos irodalom jelent meg magyar nyelven, új prózai és lírai műfajok gazdagították az anyanyelvi irodalmat. Mégis, ahogy Apáczai könyve előszavában maga is leírta, a korabeli magyar nyelv szókészletének hiányosságai eleinte elriasztották, s első kísérlete után keserű szájízzel hagyta félbe a munkát. Kudarcélménye egybecseng elődei és kortársai véleményével, akik anyanyelvüket a magvasabb gondolatok megragadására alkalmatlannak, „soványnak és szűknek” találták, vagy egyszerűen „barbár nyelvnek” titulálták. De míg ők egy már létező prózai és lírai hagyományra építkezve, alakulófélben lévő kifejezési formákkal dolgozhattak, Apáczainak azzal kellett szembesülnie, hogy a modern világi tudományok kizárólagos nyelve a latin. Ráadásképpen súlyos terhet vett magára, amikor a tudományos kifejezések és műszavak magyarításán dolgozott: az egyes témakörökben való elmélyedés feladatát is magára rótta. Nyelvfilozófiai alapvetésében ugyanis abból a platóni tételből indult ki, hogy az egyes dolgok lényegét „értelemmel teljesen” megragadó kifejezéseket csak az találhatja meg éleslátóan, aki témáját alaposan ismeri.
Purizmusa nem engedte, hogy – az oktatásról és az egyházról szóló fejezetek már „készen kapott” szóanyagának kivételével – idegen szavakat használjon a magyar nyelvi szövegkörnyezetben, a latinizmusok használatától teljesen elzárkózott (pl. constructio → konstrukció); ebben Szenczi Molnár Albert hasonló törekvéseit követte. A tudományos nyelvteremtés nagy feladatához a görög humanista, Theodorus Gaza fordítási útmutatójának két pontját tette magáévá: meglévő szavakat igyekezett tudományos jelentéssel felruházni (pl. tett ’szorzat’, darab ’tört’, temérdek ’szilárd test’), illetve meglévő nyelvi elemek továbbképzéséből alakította ki műszavait (pl. bekerítés ’kerület’, látáshatározó ’horizont’). Több helyütt támaszkodott Geleji Katona István 1645-ös, Magyar grammatikácska című munkájára, amelyből számos kifejezést átemelt a Magyar encyclopaediába is, ahogy egyes szóképzési módszereket is onnan merített. Emellett munkájában számottevőek a tükörfordítások (pl. dissimilia → hasonlótlanság, subjectum → alája vetett dolog), valamint a népnyelvi eredetű vagy népies kifejezések (pl. rézsútos, vápa, zászpa, süvöltyű; fattyú nap, bolond tűz). Hogy az Apáczai alkotta szavak és kifejezések jelentős része nem vált tudományos műszóvá, annak oka a művelődéstörténeti háttérben keresendő: a 17. század közepétől a történelmi események („a magyar romlásnak saeculumja”), valamint az intézményi háttér és a szervezett törekvések hiánya miatt jó időre megakadt a magyar nyelvű nómenklatúra kialakításának ügye, és csak a 18. században, Apáczai kezdeményezésétől már elszakadva, új utakon indult meg a tudományos nyelvújítás. Így is elmondható, hogy olyan tudományos műszavakat köszönhetünk Apáczainak, mint a számláló, középpont, hegyesszög, tompaszög, kiterjedtség, súrlódás.
Apáczai nagy vállalkozása volt Vergilius Georgica című mezőgazdasági tankölteményének magyarra fordítása. A kézirat a 17. század végén még ismert volt, azóta azonban elveszett, és csak egyes töredékei köszönnek vissza a Magyar encyclopaedia lapjairól, főleg a méhészetről szóló fejezetben.

### Művei
Kinyomtatott eredeti munkái
- Disputatio theologica, continens introductionem ad philologiam sacram, quam favente Deo Opt. Max. sub praesidio D. Gisberti Voetii SS. Theol. Doct. ejusdemque facultatis in inclytâ Acad. Ultraject. Profess. ac ibidem in ecclesiâ pastoris vigilantissimi. Ventilandum proponit, Johannes Tsere Apatzai Transylvanus. Ad diem 23. & 27. Martii horâ locoque solitis. Ultrajecti [Utrecht]: Ex officina Joannis à Waesberge. 1650.   – Tanára, Voetius tanait tartalmazó összefoglalás Apáczai jegyzeteivel.[185]
- Disputatio theologica inauguralis de primi hominis apostasia, quam sub auxilio omnipotentis Dei, ex authoritate clarissimi doctissimi & celeberrimi viri D. Gisberti Ab Isendoorn Academiae Hardervicenae, quae est Ducatus Gelriae et Comitatus Zutphaniae, p. t. rectoris magnifici, ibidemque philosophiae professoris primarii, nec non medicinae licentiati, amplissimique senatus academici consensi ac venerandae facultatis theologicae decreto, pro doctorali in theologia gradu consequendo ventilandam proponit Iohannes Tsere Apatzai Transylv. Ad diem 22. Aprilis. Hardervici. Hardervici [Harderwijk]: Typis Egberti Arnoldi a Nunspeet. 1651.
- Magyar logicatska, mellyet a kitsindedek számára irt Apatzai Janos, egy a’ tudomány dolgában meg kivántatot tanatstsal egyetemben. Fejervarat [Gyulafehérvár]: Maior Marton. 1654.  
  - Függelékében: Tanács, mellyet Joachymus Fortius ád Apáczai János által egy tanulásba elcsüggedt iffjunak. – A humanista Joachim Fortius Ringelbergius 1529-ben kiadott tanulás-módszertani és erkölcsi útmutatójának tömörített átdolgozása.[186]
- Johannis Apatzai: Oratio de studio sapientiae, in qua artium et scientiarum omnium utilitas, earumque ortus et ab Adamo ad Hebraeos, ab Hebraeis ad Chaldeos, ab his ad Aegyptios, ab Aegyptiis ad Graecos, a Graecis ad Arabas et Latinos progressus et inter eos cultura promotioque breviter perstringitur, ob hancque causam harum linguarum necessitas probatur: Postremo modus ostenditur, quo gens Hungarica hujus Sapientiae non tantum particeps fieri, sed brevi illas omnes si non superare, aoquare saltem potest: Habita, cum recturam in […] collegio Albensi susciperet […] MDCLIII mense Novembri. Ultrajecti [Utrecht]: Ex Officina Joannis a Waesberge. 1655[!1653].
- Magyar encyclopaedia, Az az, minden igaz es hasznos böltseségnek szep rendbe foglalása és Magyar nyelven világra botsátása Apatzai Tsere János által. Ultrajecti [Utrecht]: ex officina Joannis a Waesberge. 1653[!1655].
- Disputatio philosophica de mente humana (’Vita az emberi értelemről’). Varadini [Nagyvárad]: Apud Abrahamum Kertesz Szenciensem. 1658.
- Disputatio de politia ecclesiastica (’Vita az egyházigazgatásról’). Claudiopoli: k. n. 1658. – Bod Péter tudósításából ismert, elveszett vitairat.[187]
- Catechismus secundum dogmata Calvini. Amstelodami: k. n. 1658. – Katona István 1805-ös említéséből ismert munka, de a korábbi könyvészetek egyike sem tudott róla. Létezése kétséges.[188]

Kéziratos eredeti munkái
- Narratio vera Actus, qui A[nn]o 1655 d. 24 Sept. in Collegio Albensi contigit. (’A fehérvári kollégiumban 1655. szeptember 24-ik napján megesettek igaz elbeszélése’) – Apáczai eredeti kézirata, amely Szathmári Pap Mihály kéziratos kivonatából ismert.[189]
- Meny Ország ki nyittatott edgjetlen-egy szoros kapuja: A sok hivatalosok kozzül kevesen mennek bé az örök eletre, avagj a sok féle vallásoknak valóságos próba kove a mellyen minden pápista, lutheránus, arianus, calvinista, arminianus, religiojának igaz avagj meg csaló szep szines és hibás voltát, oly tökéletesen meg láthattya, mint ha aszt a régen Istenben boldogult proféták apostolok es evangelisták Szent Lélekkel szolló szájokbul élő nyelven tulajdon füleikkel hallanák. 1653–1656 között (?).
- Oratio de summa scholarum necessitate earumque inter Hungaros barbarici causis (’Beszéd az iskolák fölöttébb szükséges voltáról és a magyaroknál való barbár állapotuk okairól’). – 1656. november 20-ai kolozsvári beköszöntő beszédének tisztázata, amely az Ill. Coll. Ortod. Claudiop.: Album Scholae Leges, Constitutiones […]. (1656–1659) címmel ellátott, az irodalomtörténet-írásban Apáczai-albumként emlegetett, hiányosan fennmaradt kéziratcsomóban maradt fenn. Az album Apáczai keze írásával tartalmazza a beköszöntő beszéd mellett a tanárok évenkénti felsorolását, valamint több más, nem tőle származó feljegyzést.[190]
- A magyar nemzetben immár elvégtére egy Académia felállításának módgya és formája […]. Kolozsvár, 1658. – Apáczai Barcsay fejedelemnek benyújtott akadémiai tervezete. Az eredeti kézirat elveszett, csak másolatai ismertek. Az egyik másolatot 1740-ben Galambfalvi Mózes készítette a Bethlen családi irattár azóta elveszett eredeti példányáról, amit Szabó Károly 1872-ben ki is adott. Később a Galambfalvi-másolat szövegét egy másik, a marosvásárhelyi Teleki-levéltárban felbukkant másolat alapján pontosították.[191]
- De peccato originali (’Az eredendő bűnről’). Claudiopoli, 1659. – Bethlen Miklós adta elő nyilvánosan; a mű nem maradt fenn.[192]
- Philosophia naturalis (’Természetfilozófia’). Claudiopoli, 1661. – Porcsalmi András kézírásával és 1661-es dátummal lezárt, a kolozsvári kollégium könyvtárában fennmaradt tanítói jegyzet, ismeretelméleti és természettudományos összefoglalás. Bán Imre szerint Apáczai már 1658-ban megkezdhette írását.[193]
- „Versio 4 Librorum Georgicorum Virgilij, par Johannem Apacium, Liber manuscriptis” – 1689-es bejegyzés a marosvásárhelyi református kollégium egyik könyvében Vergilius Georgicájának Apáczai-féle kéziratos fordításáról.[194]

Költeményei
Apáczainak hollandiai éveiből két, hexameterekben írt költeménye ismert, az egyik magyar, a másik latin nyelven, ezenkívül elhelyezte egy hexameteres versecskéjét a Magyar encyclopaediában is. Bár költeményeinek prozódiája időnként megbiccen, a magyar lírában hagyományos disztichonos szerkesztéssel szakító Apáczai Négyesy László értékelésében a középszerűnél jobb költőnek bizonyult. A két vers könyvészeti adatai a következők:
- Bökenyi Philep Janos: Mennyei lampas, melly az örökké-valo setétségnek méllységétül igazán meg rettent es félemlett akarmelly lelkeket meg ujjét, es az örökké valo mennyei világosságnak méltóságára igyekezöknek lelki világot szólgáltat: Mostan anglusbol magyar nyelvre fordétatott Bökenyi Philep Janos által. Ultrajectumban [Utrecht]: Lambert Roeck. 1652.   – A Bökényi Filep János által fordított protestáns misztikus műben Apáczai magyar nyelvű üdvözlőverse (a költemény itt olvasható).
- Georgius Csipkés: Disputatio Theologica, Inavgralis [!] De Sacerdotio, Christi, Mendacio, Synodis seu Conciliis, Diluvio Noachico, & Contentione inter Cyprianum & Episcopos Romanos, super Anabaptismo. Vltraiecti [Utrecht]: Ex officina Johannis à Waesberge. 1653.   – Komáromi Csipkés György utrechti teológiai doktori értekezése, amelyben helyet kapott Apáczai latinul írt üdvözlő verse is.

| Eredeti munkáinak újraközlései, további kiadásai és fordításai | Eredeti munkáinak újraközlései, további kiadásai és fordításai |
| -------------------------------------------------------------- | --- |
| Disputatio theologica inauguralis… (1651)                      | - Disputatio theologica inaguralis de primi hominis Apostasia […]. A kísérő tanulmányt írta Arató Ferenc. Hasonmás kiad. [Budapest]: Országos Pedagógiai Könyvtár és Múzeum. 1976. ISBN 963-7511-09-1 |
| Oratio de studio sapientiae… (1653)                            | - A bölcsesség tanulásáról. In Magyar gondolkodók: 17. század. Vál., a szöveget gond., jegyz. Tarnóc Márton. Budapest: Szépirodalmi. 1979. 609–655. o. = Magyar Remekírók, ISBN 963-15-1299-1 |
| Magyar encyclopaedia (1655)                                    | - Magyar encyclopaedia, az az: Tudománytárkönyv, avagy minden igaz és hasznos böltseségneg szép rendbe foglalása. Győr: Streibig ny. 1803. - Magyar encyclopaedia. Sajtó alá rend. és bev. Bán Imre, jegyz. ell. Gyenis Vilmos. [Budapest]: Szépirodalmi. 1959. = Magyar Klasszikusok, - Magyar enciklopédia I.: Logika. Sajtó alá rend. Molnár József; a latin nyelvű előszót sajtó alá rend. és magyarra ford. Orosz Lajos, jegyz. ell. és magy. Lázár György. Budapest: Akadémiai. 1959. = Apáczai Csere János Művei, 1. - Magyar enciklopédia II.: Matematika. Sajtó alá rend. Molnár József; szövegkrit. L. Szerencse Rózsa; magy. Lázár György és Kemény István. Budapest: Akadémiai. 1961. = Apáczai Csere János Művei, 2. - Magyar encyclopaedia, az az minden igaz és hasznos böltseségnek szép rendbe foglalása és magyar nyelven világra botsátása / Epistolae: Ultrajecti 1653–1655 Waesberg / Oratio de studio sapientiae… A kísérő tanulmányt írta Arató Ferenc. Hasonmás kiad. Budapest: Országos Pedagógiai Könyvtár és Múzeum. 1975. ISBN 963-7511-03-2 - Magyar encyclopaedia. Sajtó alá rend., bev. és jegyz. Szigeti József. Bukarest: Kriterion. 1977. - Magyar enciklopédia: Részlet. In Magyar gondolkodók: 17. század. Vál., a szöveget gond., jegyz. Tarnóc Márton. Budapest: Szépirodalmi. 1979. 656–715. o. = Magyar Remekírók, ISBN 963-15-1299-1 - Magyar encyklopaedia, avagy Minden eddig feltalált, igaz és hasznos bölcsességnek szép rendbe foglalása és magyar nyelven világra bocsátása. Összeáll. Kovátsné Németh Mária, szerk. Esztergályos Jenő. Celldömölk: Apáczai. 2004. ISBN 963-464-706-5 |
| Oratio de summa scholarum necessitate (1656)                   | - Oratio de summa scholarum necessitate earumque inter Hungaros barbariei causis. Praef. Ludovici Felméri. Claudiopoli: Typ. Kovács Á. 1894. - Az iskolák fölöttébb szükséges voltáról… Ford. Orosz Lajos, előszó és jegyz. Szigethy Gábor. Budapest: Magvető. 1981. = Gondolkodó Magyarok, ISBN 963-271-518-7 |
| A magyar nemzetben immár… (1658)                               | - Apáczai Csere János Barcsai Ákos Fejedelemhez benyújtott terve a magyar házban felállítandó első tudományos egyetem ügyében. Közli Szabó Károly. Pest: Eggenberger. 1872. = Értekezések a Nyelv- és Széptudományok Köréből III, 3. |

Posztumusz gyűjteményes művei
- Apáczai Csere János bölcsészeti dolgozatai. Szerk. Horváth Cyrill. Pest: Eggenberger. 1872.
- Apáczai Cseri János paedagogiai munkái. Összegyűjt., a latin beszédeket ford., jegyz. ell. Hegedűs István. Budapest: Franklin. 1899.
- Szemelvények Apáczai Csere János pedagógiai műveiből. Összegyűjt. és bev. ell. Neményi Imre. Budapest: Singer és Wolfner. 1900.
- Apáczai Csere János válogatott pedagógiai művei. Összeáll., bev., jegyz., a latin szövegeket ford. Orosz Lajos. Budapest: Tankönyvkiadó. 1956.  = Neveléstörténeti Könyvtár,
- Apáczai Csere János válogatott munkái I–II. Összeáll., bev., jegyz. Szigeti József. Bukarest: Ifjúsági. 1965.  = Tanulók Könyvtára,
- Magyar logikácska és egyéb írások. Bev., vál. és jegyz. Szigeti József. Bukarest: Kriterion. 1975.  = Téka,
- Apáczai Csere János válogatott pedagógiai művei. Összeáll., bev., jegyz., a latin szövegeket ford. Orosz Lajos. 2. jav. kiad. Budapest: Tankönyvkiadó. 1976.  = Neveléstörténeti Könyvtár,  ISBN 963-17-1871-9
- Magyar logikácska és egyéb írások. Bev., vál. és jegyz. Szigeti József. [2. kiad.]. Bukarest; Kolozsvár: Kriterion. 2001.  = Téka,  ISBN 973-26-0637-1
- Apáczai Csere János válogatott pedagógiai művei. Összeáll., bev., jegyz., a latin szövegeket ford. Orosz Lajos. 3. jav., bőv. kiad. Budapest: Országos Pedagógiai Könyvtár és Múzeum. 2003.  ISBN 963-9315-63-X

## Emlékezete

### Életműve és alakja

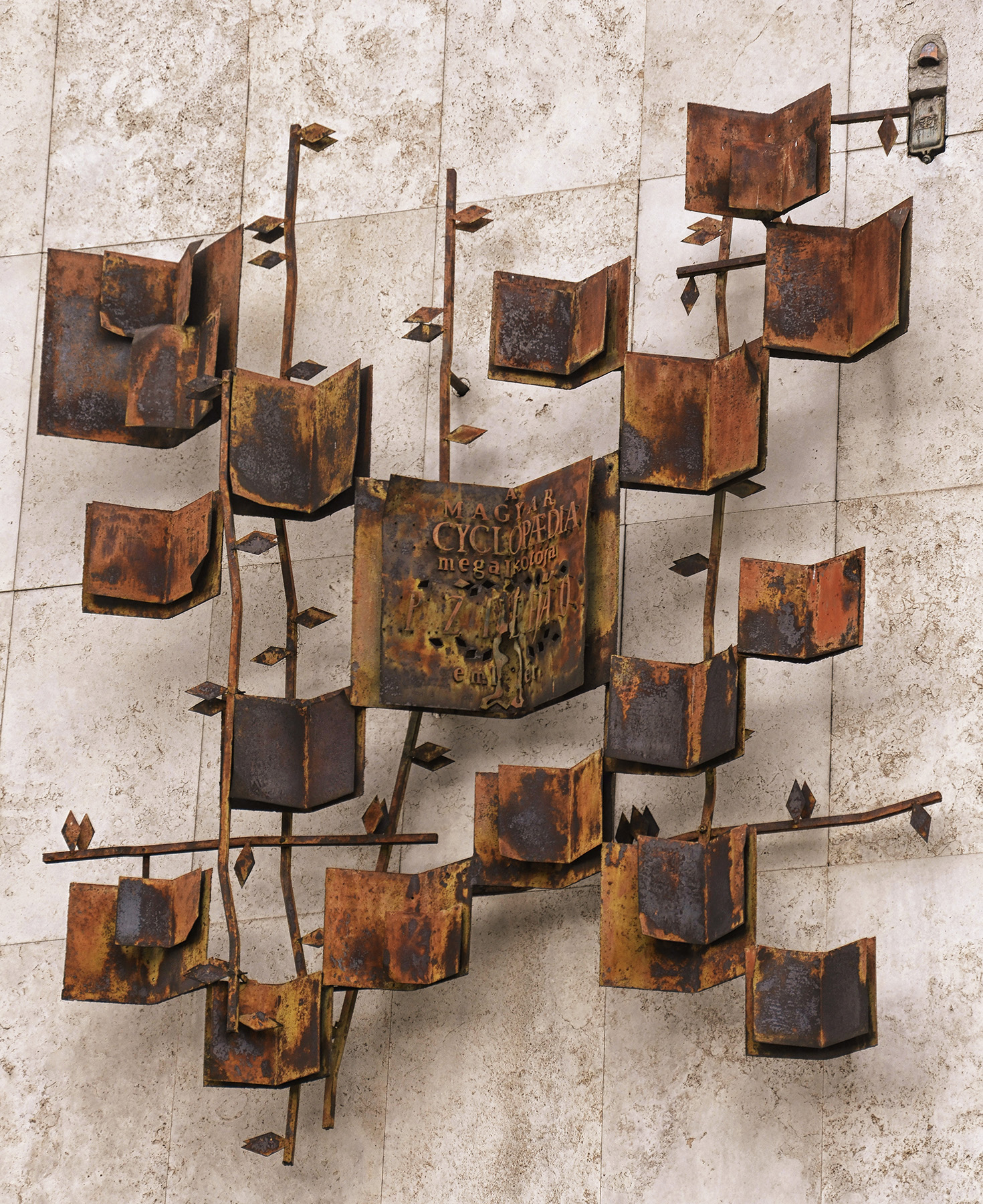
Az Apáczai-emlékjel Budapest belvárosában (Vilt Tibor, 1961)

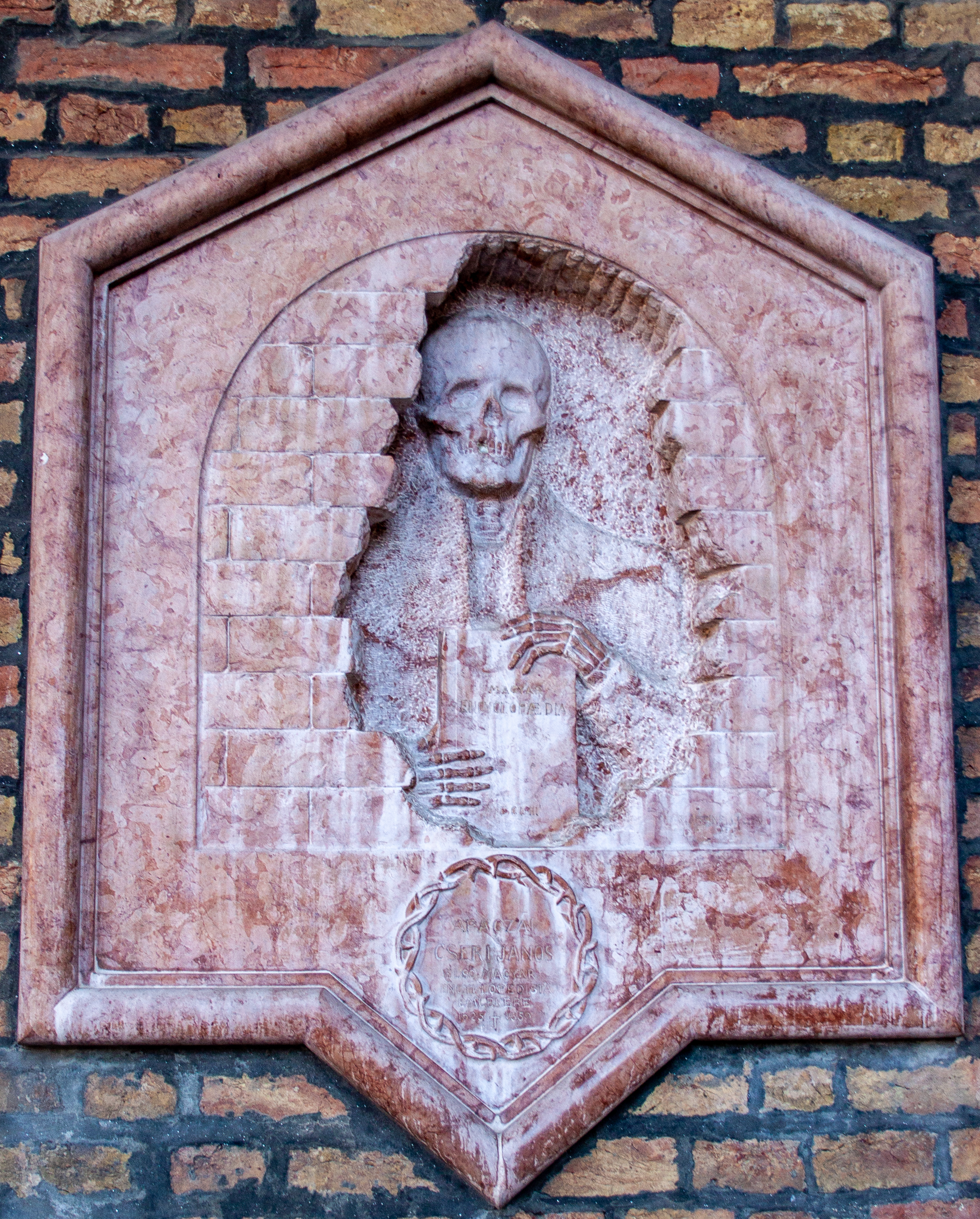
Dombormű a szegedi Dóm téren

Apáczai halálát követően tanítványainak egy csoportja, Bethlen Miklós, Fogarasi Mátyás, Köpeczi János, Uzoni Sz. Balázs vitték tovább mesterük pedagógiai eszméit és törekvéseit, a társadalmi haladásért vívandó harc hevét, és nem utolsósorban a karteziánus természettudományos érdeklődést. Két legjelentősebb munkája, a Magyar encyclopaedia és a Magyar logicatska sem merült feledésbe. Az Apáczai-enciklopédia több korabeli iskola és magánkönyvtár jegyzékében szerepelt, Martonfalvi Tóth György 1664-ben kiadott dialektikai összefoglalásában nagyrészt Apáczai műszavait használta fel, a Magyar logicatskához kéziratban maradt filozófiai műszótár készült. A 18. században az Apáczai-életmű volt Bod Péter és Weszprémi István tudományos munkásságának egyik ihlető forrása, a 18. század végére azonban emléke kikopni látszott a tudományos közgondolkodásból. Ezen változtatott a régi magyar könyveket újrakiadó győri Streibig-cég, amikor Rájnis József gondozásában 1803-ban újraszedte és közzétette Apáczai akkor éppen másfél évszázados Magyar encyclopaediáját. Többek között Kazinczy Ferenc és Ruszek József jóvoltából ezt követően „fedezték fel” ismét Apáczait mint a magyar filozófia történetének korai alakját. A 19. század közepétől indult meg Apáczai életművének tudományos feltárása, amelynek legfőbb mérföldköveit Horváth Cirill (1867), Stromp László (1897), Hegedűs István (1899), Kremmer Dezső (1911), Orosz Lajos (1956), Bán Imre (1958), Herepei János (1966), Fábián Ernő (1975) monográfiái és összefoglalásai jelentik. Az Apáczai Csere Jánosról szóló irodalom válogatott bibliográfiája 2014-ig bezárólag több mint ötszáz tételt tartalmaz.
Gyulafehérvári beszédének 350. évfordulóján, 2003 novemberében a Magyar Irodalomtörténeti Társaság rendezett konferenciát a tiszteletére „Ego cogito, ergo sum” címmel. Az utókor pedagógiai életműve iránti tiszteletét jelzi, hogy 1973-ban megalapították az Apáczai Csere János-díjat, amellyel minden évben az oktatás területén kimagasló eredményeket elérő pedagógusokat ismeri el a magyar állam. A Romániai Magyar Pedagógusok Szövetsége kétévenként – a névadó szellemében – a tudományos területen is tevékenykedő pedagógusok munkáját értékeli a 2004-ben alapított Apáczai-díjjal. Apáczai pedagógiai-tankönyvírói örökségét vitte tovább az 1990-ben Celldömölkön megalakult, majd 2014-ben megszűnt Apáczai Kiadó.
Áprily Lajos Apáczai feleségéhez szóló, Tavasz a házsongárdi temetőben című versében idézte fel emlékét. Portréverset írt Apáczairól Kányádi Sándor (Apáczai, 1975) és Szemlér Ferenc (Álmok között – Apáczai, 1959) is, a kolozsvári Korunk folyóirat pedig 1975-ben, születésének háromszázötvenedik évfordulóján Bartalis János, Lászlóffy Aladár és Lászlóffy Csaba költeményeit közölte le. Drámában idézte fel alakját Németh László (Apáczai, 1963), valamint Páskándi Géza (Tornyot választok, 1972). Hollandiai diákéveiről szól Szenczei László életrajzi regénye (A halál és tanítványa, 1943) és Szász János útirajza (Felhőjáték Franekerben, 1980).
Apáczairól nem maradt fenn egykorú ábrázolás, alakját képzőművészek egész sora keltette életre. Közülük a nevezetesebbek közé tartozik Martinelli Jenő koponyás domborműve (Szeged, Dóm tér, 1930), budapesti egész alakos szobra (Kiss István, 1966, Irinyi József utca), mellszobrai Budapest belvárosában (Mészáros Mihály, 1959, Papnövelde utca), Csíkszeredán (Bodó Levente, 1999), Győrben (Lipovics János, 2000) és Nagyváradon (Kós András, 1973, felállítva 2009), grafikai portréi közül pedig Gy. Szabó Béla fametszete (1946) említhető. 1954-ben a Magyar Posta bélyeget adott ki az arcképével.

### Apáczai-emlékhelyek
Születésének pontos helye a szülőfalun belül teljes bizonyossággal nem állapítható meg, korabeli adóösszeírások alapján a Csere család a falu központi részén, a Nagyutcában élhetett. Itt, a mai Nagyszer utca és a róla elnevezett Apáczai Csere János utca sarkán áll a 408-as számú lakóház, amelyet emléktábla jelöl, ahogy a róla elnevezett apácai általános gimnáziumot is. Az iskola előtt 1975-ben állították fel szobrát (Elena Hariga Avramescu műve), 2014-ben pedig az apácai evangélikus gyülekezet régi tanácstermében emlékházat rendeztek be tiszteletére. Szülőfalujának érdekes Apáczai-hagyományát jegyezte fel Koós Ferenc és Gyalui Farkas a 19. század végén: a helyi anekdota szerint a falu nagy szülötte árván nevelkedett, s a Kolozsvárra tartó, a szomszédos Nagyajtán mulatozni megpihenő háromszéki diákok nótázásába beleénekelt, akik ezután az árva fiút maguk mellé vették kolozsvári diáknak. Az apácaiak húsvéti (régebben pünkösdi) népszokása, a kakaslövés az 1980-as évektől kezdődően új elemmel bővült: a falu népe a templomból kijőve megáll Apáczai szobránál, és elénekli a Kossuth-nótát. Ugyancsak emléktábla őrzi emlékét a hollandiai Harderwijk központjában.
A kolozsvári református kollégium régi, 17. századi Farkas utcai épületének maradványai Apáczai-fal néven vonultak be a kolozsvári köztudatba. Sírja a Házsongárdi temetőben ismeretlen helyen van. Születésének 350. évfordulója alkalmából Sz. Nagy Géza síremléket állíttatott neki és feleségének a temető II. C parcellájában, Néb Mária színésznővel közös sírkertben. A síremléken egy Áprily Lajos-idézet olvasható.
- Ház Apácán, amelynek helyén a helyi hagyomány szerint Apáczai szülőháza állt
- Az Apáczai Csere János Emlékház a szülőfaluban
- Apáczai-emléktábla Harderwijkben
- Síremléke Kolozsváron
a Házsongárdi temetőben

A nevét viselő intézmények és közterületek
Több tudományos-oktatási intézetet neveztek el róla, ilyen például Kolozsváron az Apáczai Csere János Elméleti Líceum, Zalaegerszegen az Apáczai Csere János Művelődési Központ, Pécsen az Apáczai Nevelési és Általános Művelődési Központ, Budapesten az ELTE Apáczai Csere János Gyakorló Gimnázium és Kollégium, Győrben az Apáczai Csere János Tanítóképző Főiskola, majd utóda, a Széchenyi István Egyetem Apáczai Csere János Kara, Nyíregyházán az Apáczai Csere János Általános Iskola, Dombóváron az Apáczai Csere János Szakközépiskola és Kollégium, Szendrőn, Kenderesen és Váchartyánon egy-egy Apáczai Csere János Általános Iskola. Kolozsváron 1914–1923, illetve 1941–1964 között Apáczai nevét viselte a Kisszamos (1964-től Argeș) utca, Budapest V. kerületében pedig 1951 óta viseli a nevét egy utca.